# Lexus
Lexus (レクサス Rekusasu) là phân khúc xe hơi hạng sang của tập đoàn ô tô Nhật Bản Toyota. Sau khi được giới thiệu lần đầu tại Hoa Kỳ vào năm 1989, Lexus đã nhanh chóng trở thành một trong những thương hiệu xe sang bán chạy nhất tại đây, đồng thời còn phủ rộng ở hơn 90 quốc gia và vùng lãnh thổ trên thế giới cũng như trở thành nhãn hiệu xe hơi cao cấp bán chạy nhất của Nhật Bản. Bên cạnh đó, hãng còn được đưa vào danh sách 10 thương hiệu Nhật ở quy mô toàn cầu có giá trị thị trường cao nhất. Lexus có cơ sở chính đặt tại thành phố Nagoya, trong khi các chi nhánh vận hành khác thì tọa lạc ở Brussels, Bỉ và Plano, Texas, Hoa Kỳ.
Ra mắt vào thời điểm khi mà hai đối thủ đồng hương Honda và Nissan đang rục rịch thành lập phân khúc hạng sang của riêng họ, Lexus là khởi nguồn từ một dự án phát triển mẫu xe sedan cao cấp được Toyota khởi xướng vào năm 1983. Những nỗ lực này sau đó đã dẫn đến kết quả là sự phát triển thành công của chiếc Lexus đầu tiên thuộc dòng LS vào năm 1989. Trong những năm tiếp theo, hãng xe liên tục bổ sung thêm các mẫu sedan, SUV, coupe, mui trần và thể thao đa dụng vào dải sản phẩm của mình. Mặc dù vậy, đây vẫn chưa phải là một nhãn hiệu chính thức tại thị trường Nhật Bản mãi cho đến năm 2005, bởi trước đó tất cả những mẫu xe chào bán ở thị trường quốc tế từ năm 1989 đến thời điểm hiện tại đều được phân phối tại quốc gia này dưới tên thương hiệu Toyota. Cũng vào năm 2005, phiên bản hybrid đầu tiên của dòng Lexus RX được ra mắt và sau đó nhiều mẫu hybrid khác cũng lần lượt được bổ sung vào danh mục sản phẩm của hãng xe. Hai năm sau, Lexus cho thành lập bộ phận hiệu suất cao mang tên Nhãn hiệu F với sự ra đời của dòng sedan thể thao IS F, kế đến là mẫu siêu xe LFA trình làng năm 2009.
Từ khi ra đời cho tới nay, các dòng xe Lexus vẫn thường xuyên được sản xuất tại Nhật Bản, chủ yếu tập trung ở hai vùng Chūbu và Kyūshū, đặc biệt là tại các nhà máy thuộc sở hữu của Toyota lần lượt gồm Tahara, Aichi, Chūbu, Miyata, Fukuoka cùng Kyūshū. Trong khi đó, RX 330 lại là dòng Lexus đầu tiên được lắp ráp bên ngoài Nhật Bản, bắt đầu sản xuất ở chi nhánh Ontario nằm trong lãnh thổ Canada vào năm 2003. Sau một cuộc tái cơ cấu toàn diện diễn ra từ năm 2001 tới 2005, Lexus chính thức được tách ra độc lập khỏi thương hiệu mẹ, qua đó tự chịu trách nhiệm mọi khâu sản xuất từ thiết kế cho đến lắp ráp.
Kể từ thập niên 2000 trở đi, Lexus đã không ngừng cải thiện doanh số bán hàng bên ngoài thị trường lớn nhất là Hoa Kỳ. Hãng xe liên tiếp cho khai trương nhiều đại lý tại thị trường nội địa Nhật Bản vào năm 2005, qua đó trở thành thương hiệu xe hơi cao cấp đầu tiên đến từ xứ sở hoa anh đào được ra mắt tại quốc gia xuất xứ. Bên cạnh đó, Lexus cũng đã lấn sân sang các vùng Đông Nam Á, Mỹ Latinh, châu Âu cùng một số khu vực khác, đồng thời còn giới thiệu nhiều dòng sản phẩm hybrid đến những thị trường được chọn.

## Lịch sử

### Thập niên 1980: Dự án F1
Thương hiệu Lexus được hình thành cùng lúc với các đối thủ Acura và Infiniti, lần lượt thuộc sở hữu của hai ông lớn Honda và Nissan. Chính phủ Nhật Bản đã áp đặt các lệnh hạn chế xuất khẩu tự nguyện lên thị trường Mỹ, nhờ đó những hãng xe Nhật Bản sẽ có lợi hơn khi xuất khẩu những mẫu ô tô đắt đỏ sang quốc gia này.
Vào năm 1983, chủ tịch Tập đoàn Toyota là ông Toyoda Eiji đã đặt ra câu hỏi về việc tạo ra chiếc xe tốt nhất thế giới. Một dự án tuyệt mật mang tên mã F1 ("Flagship One") ngay lập tức được triển khai để phát triển mẫu Lexus LS 400 nhằm mở rộng dòng sản phẩm của Toyota ở phân khúc cao cấp. Dự án F1 là sự kế thừa của hai dòng xe huyền thoại Toyota Supra và Toyota Mark II. Cả Supra lẫn Mark II đều là những chiếc xe dẫn động cầu sau sử động động cơ sáu xi-lanh thẳng hàng 7M-GE và 7M-GTE đầy mạnh mẽ. Mẫu sedan cao cấp nhất mà Toyota chế tạo vào thời điểm bấy giờ là Toyota Century, được sản xuất giới hạn, lắp ráp thủ công với trang bị động cơ V8, kế đến là phiên bản sáu xi-lanh thẳng hàng của Toyota Crown. Century được thiết kế theo lối bảo thủ dành cho thị trường Nhật Bản, còn đối với Crown thì hãng không có dự định xuất khẩu ra nước ngoài sau bản cải tiến năm 1982. Chính vì thế, những nhà thiết kế trong dự án F1 đã quyết định hướng mẫu sedan của họ vào thị trường quốc tế và bắt đầu phát triển động cơ V8 kiểu mới.
Các nhà sản xuất Nhật Bản đã xuất khẩu nhiều mẫu xe đắt đỏ ra bên ngoài trong thập niên 1980, do chính phủ Nhật và Hoa Kỳ đã ký kết thỏa thuận hạn chế xuất khẩu tự nguyện nhằm giảm bớt số lượng của các dòng xe phổ thông. Vào năm 1986, Honda cho ra mắt thương hiệu con Acura ở thị trường Hoa Kỳ, làm ảnh hưởng đến kế hoạch của Toyota trong việc gây dựng nên phân khúc hạng sang. Mẫu Acura đời đầu là một phiên bản xuất khẩu của Honda Legend, ra mắt tại quê nhà Nhật Bản vào năm 1985 với tư cách là đối thủ của Toyota Crown, Nissan Cedric/Gloria và Mazda Luce. Năm 1987, Nissan công bố kế hoạch xây dựng bộ phận hạng sang mang tên Infiniti, đồng thời chỉnh sửa mẫu sedan Nissan President ở dạng chiều dài cơ sở tiêu chuẩn để xuất khẩu với tên gọi Infiniti Q45 vào năm 1990. Cũng vào thời gian này, Mazda bắt đầu bán dòng Luce dưới cái tên Mazda 929 tại thị trường Bắc Mỹ vào năm 1988 cũng như dự định thành lập thương hiệu sang trọng Amati, tuy nhiên kế hoạch của họ lại mãi mãi không thể nào trở thành hiện thực.
Một số đội khảo sát của Toyota đã được cử đến Hoa Kỳ vào tháng 5 năm 1985 nhằm nghiên cứu thị trường cũng như phỏng vấn theo hình thức nhóm tập trung để tìm hiểu về thị hiếu mua sắm của người tiêu dùng ở phân khúc hạng sang. Cũng trong thời điểm đó, một số nhà thiết kế F1 đã thuê một căn nhà tọa lạc tại Laguna Beach, California để quan sát lối sống và nhu cầu của những khách hàng thuộc tầng lớp thượng lưu. Ngoài ra, đội ngũ kỹ thuật F1 cũng cho thử nghiệm nguyên mẫu xe ở các địa điểm như cao tốc autobahn ở Đức hay trên các tuyến đường tại Hoa Kỳ. Nghiên cứu kết luận rằng cần phải có một nhãn hiệu và kênh bán hàng riêng để giới thiệu mẫu sedan mới, đồng thời những kế hoạch cũng được vạch ra để phát triển hệ thống đại lý ở Hoa Kỳ.

#### Phát triển thương hiệu
Vào năm 1986, đối tác quảng cáo lâu năm của Toyota là Saatchi & Saatchi đã thành lập một đơn vị chuyên biệt mang tên Team One để phụ trách marketing cho thương hiệu mới. Công ty tư vấn hình ảnh Lippincott & Margulies cũng được thuê để phát triển danh sách gồm 217 cái tên tiềm năng đặt cho thương hiệu, trong đó Vectre, Verone, Chaparel, Calibre và Alexis là những lựa chọn hàng đầu. Trong khi Alexis nhanh chóng trở thành ứng cử viên sáng giá nhất, thì người ta lo ngại rằng nó phù hợp với con người hơn là ô tô (gắn liền với nhân vật Alexis Carrington trong bộ phim truyền hình Dynasty nổi tiếng lúc bấy giờ). Rốt cuộc, chữ cái đầu tiên trong tên bị loại bỏ, còn "i" thì được thay bằng "u", từ đó dẫn đến cái tên Lexus được biết đến rộng rãi như ngày nay.

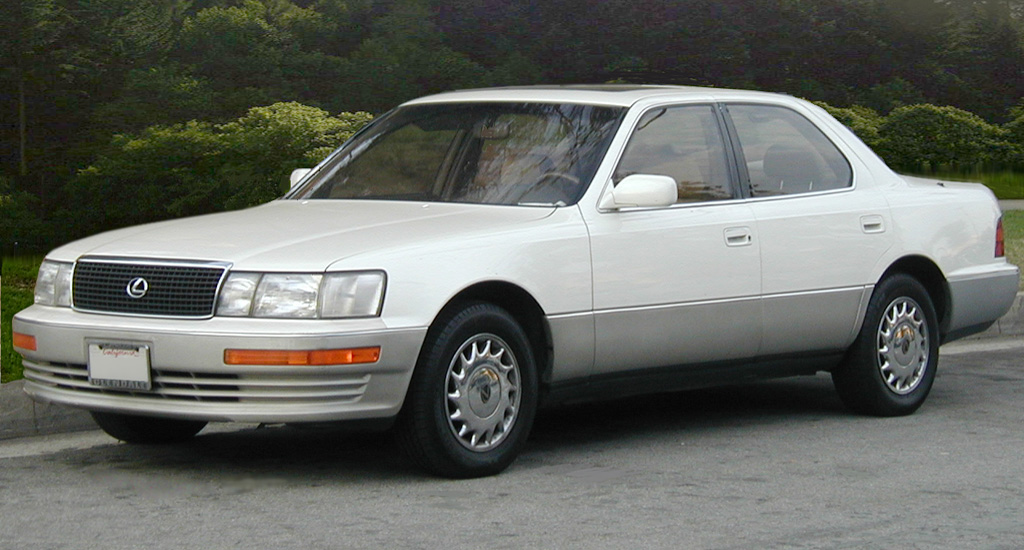
LS 400 1989 là mẫu xe đầu tiên của Lexus

Mặc dù Toyota chưa bao giờ giải thích ý nghĩa của từ Lexus, tuy nhiên nhiều giả thuyết lại cho rằng đây là sự kết hợp của "luxury" (sang trọng) và "elegance" (lịch lãm), còn số khác thì nhận định nó là viết tắt của "luxury exports to the U.S" (mang sự sang trọng đến nước Mỹ). Trong một cuộc phỏng vấn, Team One cho biết tên gọi này không có ý nghĩa cụ thể mà chỉ đơn thuần là thể hiện sự sang trọng cũng như tính công nghệ của thương hiệu. Trước khi những lô xe đầu tiên được tung ra, dịch vụ cơ sở dữ liệu LexisNexis đã yêu cầu lệnh tạm thời cấm sử dụng cái tên Lexus vì nó có thể khiến người tiêu dùng nhầm lẫn với sản phẩm của họ. Nếu lệnh này có tác dụng thì những nỗ lực marketing và ra mắt của hãng xe khả năng cao sẽ bị hoãn lại. Tuy nhiên, Tòa án phúc thẩm Hoa Kỳ đã phủ quyết lệnh cấm và cho rằng có rất ít khả năng xảy ra nhầm lẫn giữa hai sản phẩm trên.

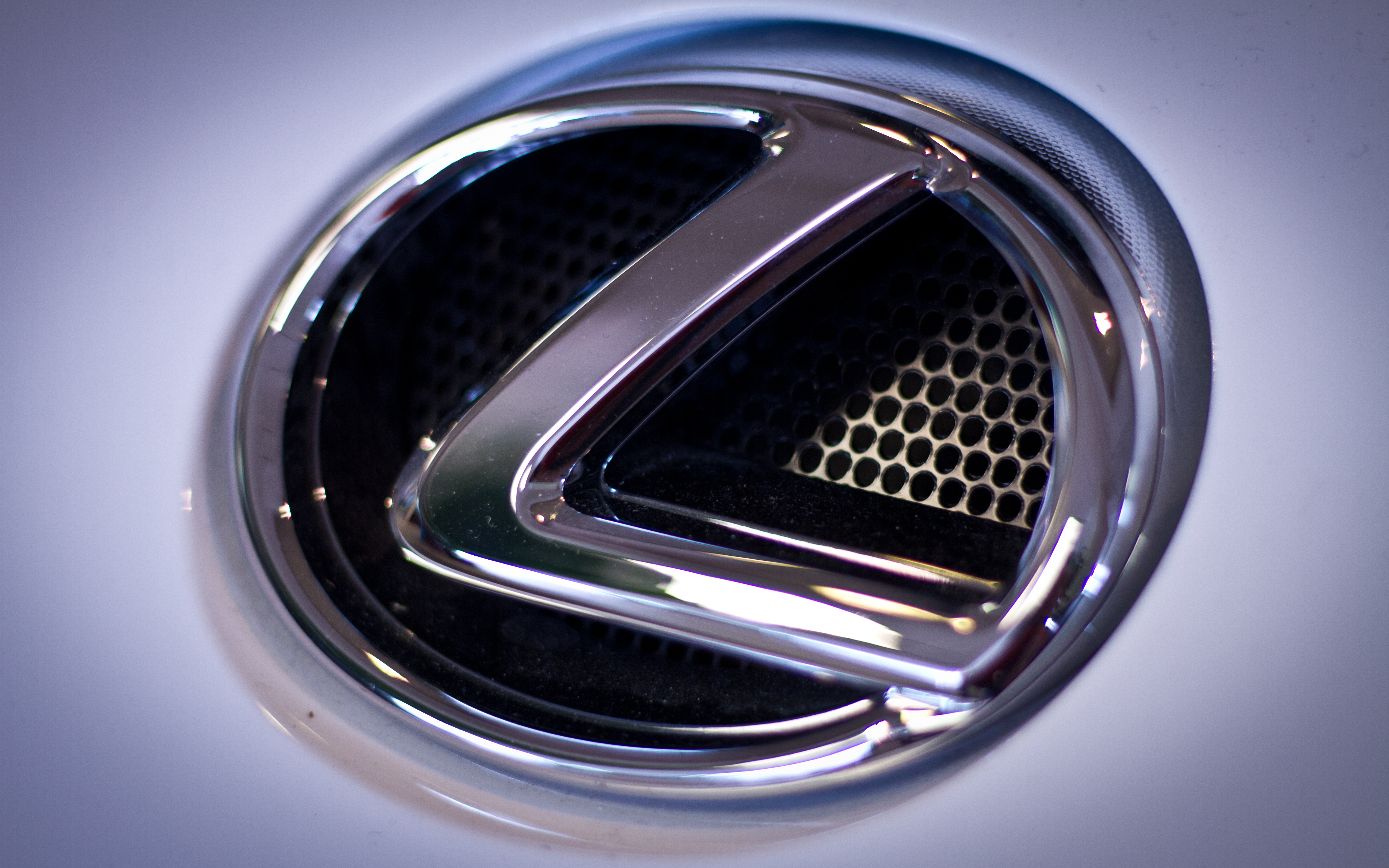
Logo của Lexus

Khẩu hiệu ban đầu của Lexus được tạo ra sau khi đại diện của Team One đến thăm đội ngũ thiết kế ở Nhật Bản, khi ấy họ đã để ý đến sự ám ảnh của các nhà thiết kế trong việc chăm chút đến tận những chi tiết cuối cùng. Chính điều này đã dẫn đến sự ra đời của khẩu hiệu nổi tiếng "Không ngừng đuổi theo sự hoàn hảo." Ba công ty đã góp mặt trong giai đoạn phát triển cuối cùng của logo, bao gồm Saatchi & Saatchi, Molly Designs và Hunter/Korobkin, Inc. Kiểu dáng thành phẩm của nó chính là sự hòa quyện giữa kiểu chữ do Saatchi & Saatchi thực hiện cùng với ký hiệu "L" được thiết kế bởi Hunter/Korobkin, Inc. Theo lời của Toyota, họ đã cải tiến thêm một vài chỗ trên logo để làm cho nó dễ sản xuất hơn, bằng cách định hình dưới dạng ký hiệu toán học. Những quảng cáo đầu tiên sử dụng logo và tên gọi Lexus đã xuất hiện trong các triển lãm ô tô được tổ chức tại Chicago, Los Angeles và New York vào năm 1988.

#### Trình làng
Dự án F1 chính thức khép lại vào năm 1989 với sự tham gia của 60 nhà thiết kế, 24 đội ngũ kỹ sư gồm 1.400 người, 2.300 kỹ thuật viên, 220 nhân viên hỗ trợ, khoảng 450 nguyên mẫu thiết kế cũng như vốn đầu tư lên đến hơn 1 tỷ USD.  Thành phẩm của dự án, chiếc Lexus LS 400, không có bất kỳ điểm tương đồng nào so với những mẫu Toyota trước đây, được trang bị hệ dẫn động cầu sau và sử dụng động cơ xăng V8 4.0 L kiểu mới. Xe ra mắt tại Triển lãm ô tô quốc tế Bắc Mỹ tổ chức ở Detroit vào tháng 1 năm 1989 và sau đó chính thức đi vào phân phối trong mạng lưới 81 đại lý Lexus trên khắp Hoa Kỳ. LS 400 được bán ra cùng với đàn em ES 250 - một phiên bản "bình mới rượu cũ" của dòng Toyota Camry Prominent/Toyota Vista tại thị trường Nhật Bản. Sự ra mắt của Lexus còn được khuếch trương bởi một chiến dịch quảng cáo nhiều triệu USD ở cả lĩnh vực in ấn lẫn truyền hình.
LS 400 đã nhận về vô vàn lời khen vì mức độ yên tĩnh đáng kinh ngạc, nội thất đầy tiện nghi, hiệu suất động cơ ấn tượng, chất lượng hoàn thiện tốt, tính khí động học cao, mức tiêu thụ nhiên liệu ít cũng như có giá thành phù hợp. Tuy nhiên, xe lại bị các nhà báo ô tô chỉ trích về kiểu dáng phái sinh và hệ thống treo được cho là gây ảnh hưởng lớn đến cảm giác lái. Tại một số thị trường, mẫu sedan này được định giá ngang bằng nhằm cạnh tranh với những dòng Mercedes-Benz và BMW cỡ trung. Bên cạnh đó, tạp chí Car and Driver cũng đánh giá cao cảm giác lái, hiệu suất lẫn khả năng điều khiển của LS 400 so với các mẫu Mercedes-Benz 420 SEL và BMW 735i vốn có giá thành đắt đỏ hơn nhiều. Hơn nữa, xe còn chiến thắng nhiều giải thưởng khác nhau từ các ấn phẩm tạp chí Automobile Magazine và Wheels Magazine. Kể từ khi ra mắt, Lexus đã nhanh chóng gây dựng nên lòng trung thành của khách hàng, đồng thời trở thành cú sốc đối với các hãng xe sang lúc bấy giờ. Doanh số bán hàng ở Hoa Kỳ của hai hãng BMW và Mercedes-Benz đều giảm sút đáng kể ở mức 29% và 19%, khi ấy những giám đốc điều hành của BMW đã cáo buộc Lexus bán phá giá trên thị trường. Hơn nữa, 35% khách hàng của hãng xe non trẻ cũng đã chuyển từ Lincoln hoặc Cadillac sang sử dụng Lexus.
Vào tháng 12 năm 1989, Lexus đã tự nguyện triệu hồi 8.000 chiếc LS 400 dựa trên hai đơn khiếu nại của khách hàng về hệ thống dây điện bị lỗi và đèn phanh quá nóng. Trong 20 ngày khắc phục sự cố, hãng đã điều động các kỹ thuật viên đến để nhận, sửa chữa và trả xe miễn phí cho khách hàng, đồng thời còn cử người bay đến và thuê chỗ để xe đối với những vị khách phương xa. Hành động này đã được đưa tin trên các ấn phẩm truyền thông và giúp tạo dựng danh tiếng của thương hiệu trong dịch vụ chăm sóc khách hàng.
Tính đến cuối năm 1989, tổng cộng đã có 16.392 chiếc sedan LS 400 và ES 250 được bán ra sau 4 tháng chào sân tại thị trường Mỹ. Mặc dù doanh số bán hàng diễn ra với tốc độ chậm hơn dự kiến, tuy nhiên số liệu cuối cùng vẫn đạt chỉ tiêu của hãng là 16.000 chiếc trong năm. Sau khi những mẫu xe đầu tiên được ra mắt, Lexus đã đề ra kế hoạch bổ sung thêm một mẫu coupe thể thao vào danh mục sản phẩm của mình, cùng với đó là phiên bản ES được thiết kế lại.

### Thập niên 1990: Sự tăng trưởng và mở rộng của thương hiệu

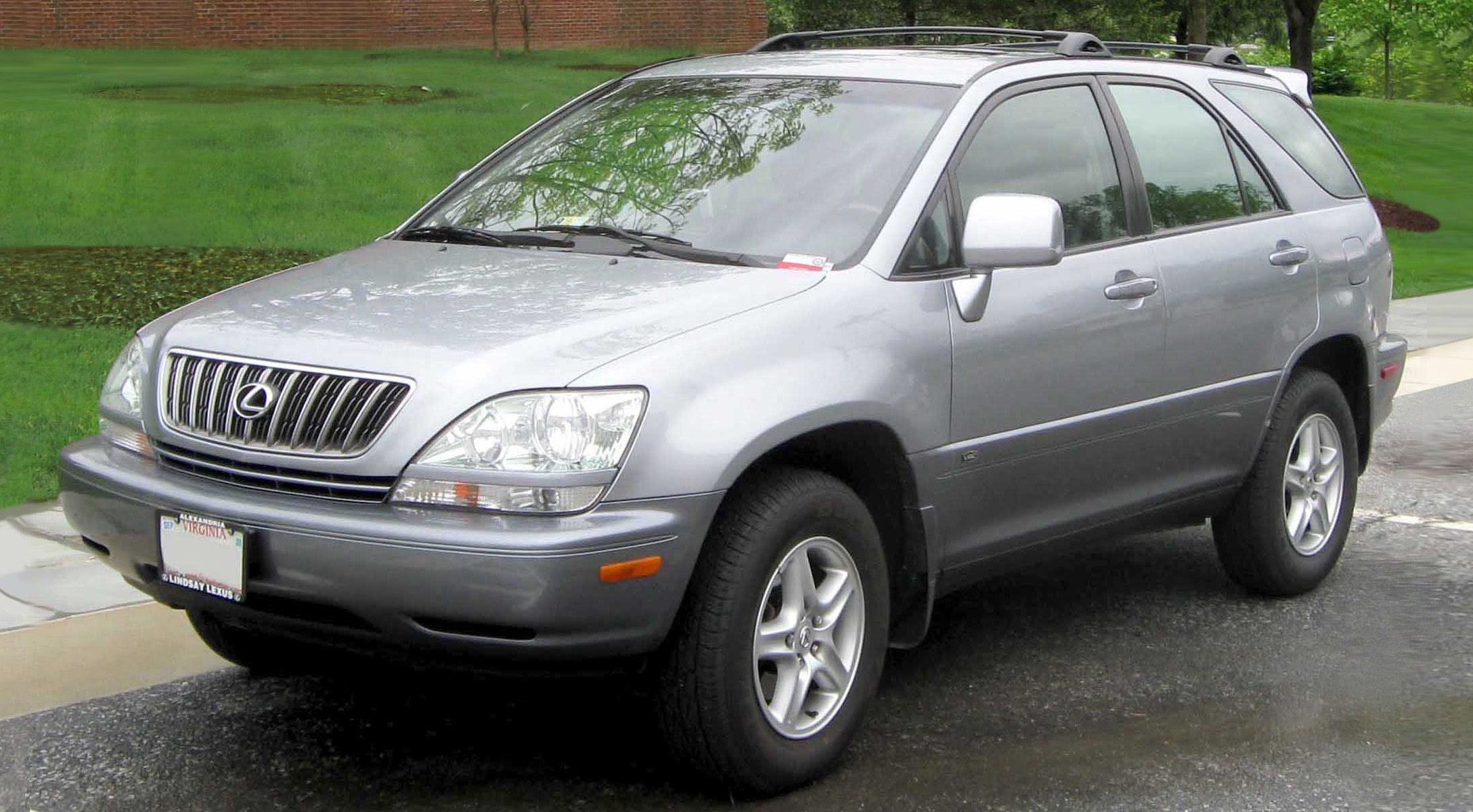
RX 300 1998, SUV crossover đầu tiên của Lexus

Vào năm 1990, Lexus đã bán ra 63.594 chiếc LS 400 và ES 250 ở Mỹ, trong đó chủ lực doanh số vẫn là dòng LS. Đây cũng là thời điểm mà hãng xe bắt đầu xuất khẩu sản phẩm với số lượng giới hạn sang Anh Quốc, Thụy Điển, Canada và Úc. Năm 1991, Lexus giới thiệu mẫu coupe đầu tiên của hãng với tên gọi SC 400, chia sẻ chung động cơ và hệ truyền động với LS. Theo sau đó là sự xuất hiện của mẫu sedan kế nhiệm ES 250 mang tên ES 300, đồng thời cũng là dòng xe ăn khách nhất của Lexus. Vào cuối 1991, Lexus đã trở thành thương hiệu xe sang nhập khẩu bán chạy nhất ở thị trường Hoa Kỳ, với doanh số đạt mốc 71.206 xe. Đây cũng là một năm mang đậm dấu ấn của Lexus khi lần đầu tiên thương hiệu được công ty phân tích J.D. Power and Associates xếp hạng cao nhất về chất lượng ban đầu, mức độ hài lòng của khách cũng như sự tận tâm trong việc bán hàng. Ngoài ra, Lexus cũng bắt đầu tăng giá sản phẩm tại Hoa Kỳ và vượt xa những mẫu xe cùng phân khúc của nước sở tại, tuy nhiên vẫn thấp hơn so với các đối thủ đến từ châu Âu. Đến năm 1992, mức giá cơ bản của LS 400 đã tăng lên ở mức 18%.
Năm 1993, Lexus giới thiệu mẫu sedan thể thao cỡ trung GS 300, dựa trên dòng Aristo sử dụng nền tảng khung gầm Toyota "S" của Toyota Crown vốn đã ra mắt tại Nhật Bản vào hai năm trước. GS 300 có giá thành thấp hơn so với LS 400 trong dải sản phẩm của thương hiệu. Cùng năm đó, Lexus trở thành một trong những nhãn hiệu đầu tiên triển khai chương trình chứng nhận sản phẩm đã qua sử dụng, với mục đích nhằm nâng cao giá trị của những chiếc xe trên sàn xe cũ. Vào năm 1994, thế hệ thứ hai của dòng LS 400 chính thức được trình làng. Vào tháng 5 năm 1995, doanh số Lexus bỗng chốc bị đe dọa bởi đề xuất của chính phủ Hoa Kỳ về việc áp thuế 100% đối với các dòng xe hơi cao cấp Nhật Bản, nhằm thu gọn khoảng cách giữa những mẫu xe trong nước và xuất khẩu. Tuy nhiên, phân khúc SUV lại nằm ngoài phạm vi ảnh hưởng của chính sách trên. Hoạt động kinh doanh của hãng bắt đầu bình thường hóa trở lại vào cuối năm 1995, khi các nhà sản xuất ô tô Nhật Bản nhảy vào bàn đàm phán để thỏa thuận với Hoa Kỳ về việc chấm dứt thuế quan.

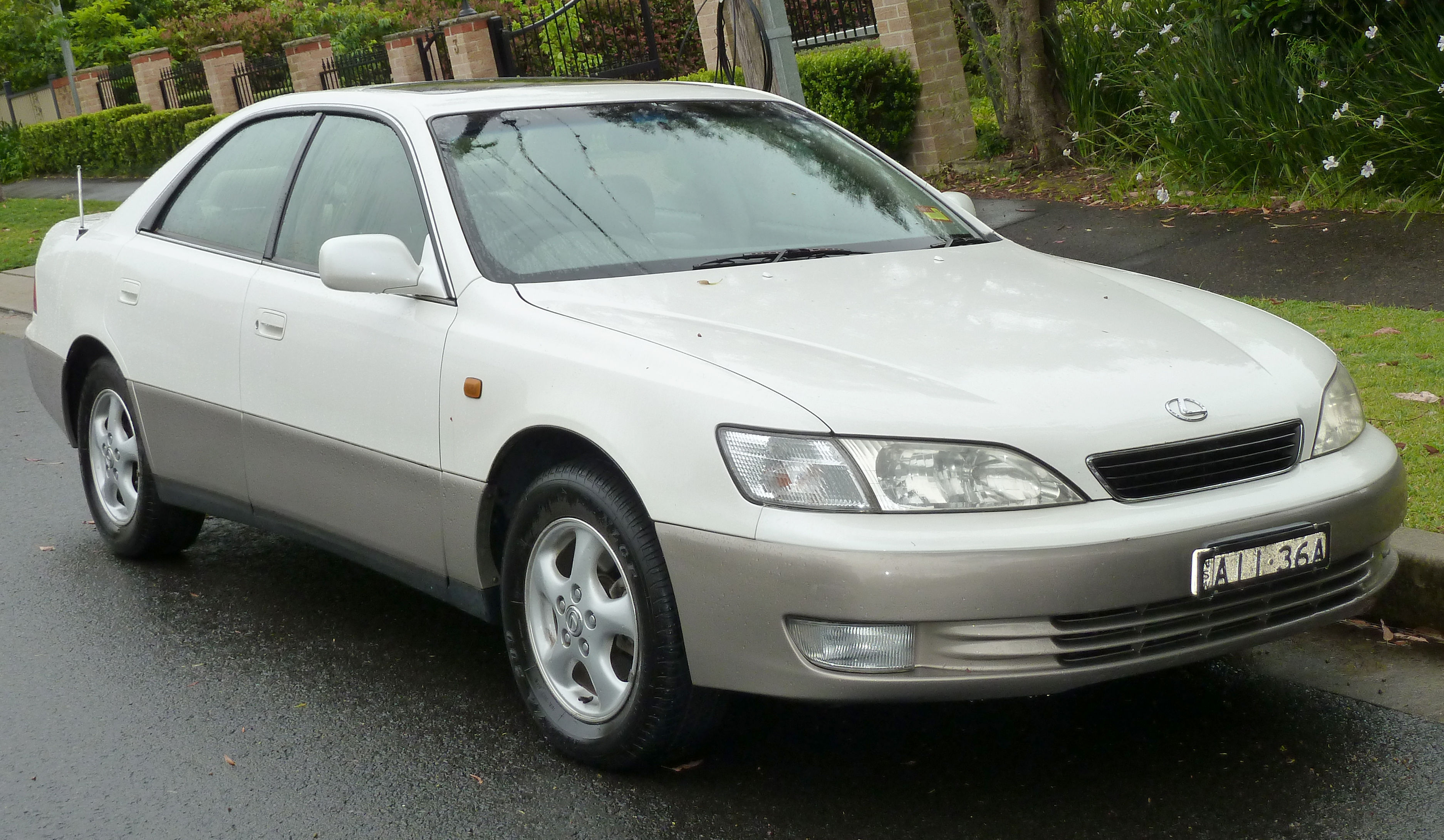
ES 300 là mẫu sedan thành công nhất của Lexus trong thập niên 1990

Vào năm 1996, Lexus đã cho ra mắt mẫu xe thể thao đa dụng đầu tiên của hãng mang tên LX 450, tiếp đến là ES 300 thế hệ thứ ba cùng với các mẫu GS 300, GS 400 thuộc thế hệ thứ hai vào năm 1997. Kế hoạch phát triển một dòng SUV mà Lexus thai nghén đã được đẩy nhanh trong lúc diễn ra những cuộc thương lượng về thuế quan giữa Nhật Bản với Hoa Kỳ. Một năm sau đó, Lexus tiếp tục giới thiệu đến công chúng mẫu SUV crossover hạng sang đầu tiên của hãng với tên gọi RX 300. Dòng RX này được tạo ra với mục đích nhắm đến tệp khách hàng sống ở vùng ngoại ô, những người mong muốn sở hữu một chiếc SUV sang trọng nhưng không cần đến khả năng off-road (vượt địa hình) của dòng LX. Mẫu xe này đặc biệt thành công và trở thành sản phẩm bán chạy nhất của hãng, vượt qua cả dòng sedan ES. Cùng năm đó, Lexus chính thức đặt chân đến thị trường đông dân nhất Nam Mỹ – Brazil. Năm 1999, Lexus tiếp tục đa dạng hóa sản phẩm của mình bằng cách cho ra mắt dòng sedan thể thao sơ đẳng IS. Cũng vào thời điểm ấy, một cột mốc quan trọng đã được hình thành khi chiếc Lexus thứ 1 triệu được bán ra ở Mỹ, qua đó giúp Lexus trở thành thương hiệu ô tô cao cấp thành công nhất ở quốc gia này.

### Những năm 2000: Tái cơ cấu toàn cầu

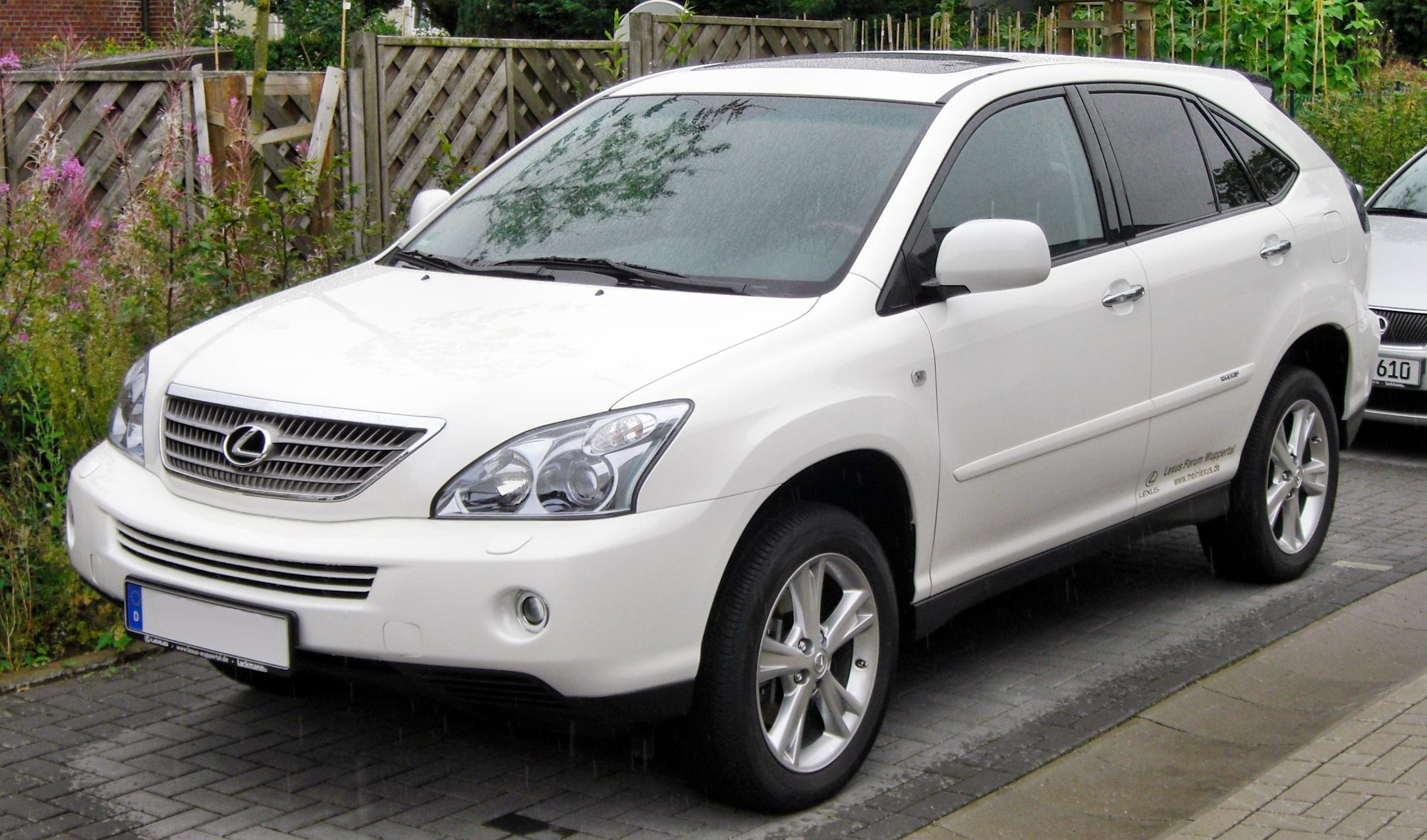
RX 400h 2004, phiên bản hybrid đầu tiên của dòng xe "gà đẻ trứng vàng" của Lexus

Vào tháng 7 năm 2000, Lexus giới thiệu mẫu IS 300 đến thị trường Bắc Mỹ, bên cạnh chiếc LS 430 thuộc thế hệ thứ ba. Năm 2001, dòng xe mui trần đầu tiên được ra mắt bên cạnh các phiên bản cải tiến của SC 430 và ES 300. Mẫu SUV cỡ trung GX 470 được trình làng vào một năm sau đó, tiếp đến là RX 330 thế hệ thứ hai chào sân năm 2003. Vào năm 2004, Lexus đã ghi nhận chiếc xe thứ 2 triệu được bán ra ở thị trường Mỹ, đồng thời sản xuất mẫu SUV hybrid hạng sang đầu tiên mang tên RX 400h. Mẫu xe này được trang bị công nghệ Hybrid Synergy Drive của Toyota kết hợp giữa động cơ xăng và điện.
Vào năm 2005, Lexus đã hoàn tất quá trình tách ra khỏi công ty mẹ Toyota, với một tổ chức độc lập từ đội ngũ thiết kế, kỹ thuật cho đến kinh doanh và chăm sóc khách hàng. Quá trình này trùng hợp với việc Lexus chào sân tại quê nhà Nhật Bản cũng như mở rộng hoạt động ra mắt thương hiệu trên toàn cầu tại những thị trường như Trung Quốc. Bên cạnh đó, ban lãnh đạo Lexus cũng mong muốn tăng doanh số của hãng bên ngoài thị trường lớn nhất là Hoa Kỳ. Không nằm ngoài kế hoạch bành trướng, các sản phẩm Lexus thuộc thế hệ tiếp theo đều được thiết kế lại thành "global models" (phiên bản toàn cầu) để phân phối ra quốc tế. Đối với thị trường châu Âu, nơi mà từ lâu hãng đã phải đối mặt với tình trạng doanh số kém do độ nhận diện thương hiệu thấp, ít đại lý chuyên dụng và hạn ngạch thương mại trong những năm 1990, Lexus đã công bố hệ dẫn động hybrid và diesel, gia tăng số lượng các đại lý cũng như mở rộng hoạt động ở những thị trường mới nổi như Nga.

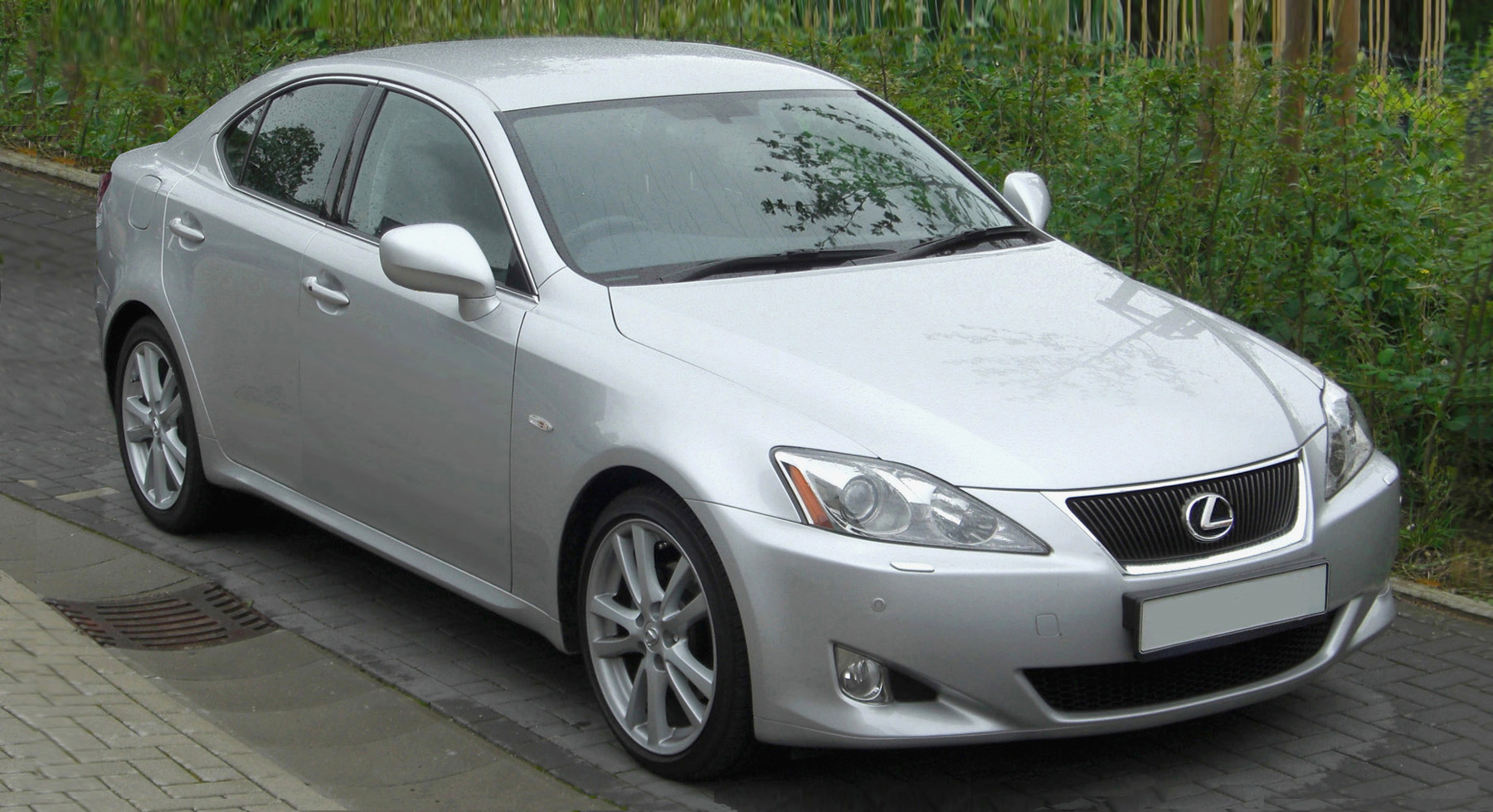
Lexus IS 2006, thế hệ thứ hai với phiên bản Nhãn hiệu F

Sự xuất hiện của Lexus vào tháng 7 năm 2005 tại Nhật Bản đã đánh dấu lần ra mắt đầu tiên của một thương hiệu xe sang ở thị trường nội địa. Thế hệ mới của các dòng LS, IS, ES, GS và RX sau đó đã có mặt ở Nhật Bản cùng với SC 430, chính thức đặt dấu chấm hết cho những mẫu xe bán ở nội địa mang nhãn hiệu Toyota, dưới các tên gọi lần lượt là Altezza, Windom, Aristo, Harrier cùng Soarer. Altezza và Aristo trước đây chỉ được phân phối bởi kênh bán hàng Nhật Bản Toyota Vista Store, trong khi Windom là dòng xe độc quyền của Toyota Corolla Store, Celsior và Harrier do Toyopet Store sở hữu, còn Soarer thì có sẵn ở cả Toyota Store lẫn Toyopet Store. Những mẫu Lexus được bán ở Nhật Bản đều có giá thành và thông số kỹ thuật cao hơn hẳn so với các phiên bản Toyota đã ngừng sản xuất. Doanh số bán hàng trong nửa năm đầu chậm hơn dự kiến do chịu ảnh hưởng bởi sự thu hẹp của thị trường ô tô trong nước cũng như vật giá tăng cao, tuy nhiên đã được cải thiện trong những tháng tiếp theo nhờ dải sản phẩm mở rộng.
Vào giữa những năm 2000, Lexus đã gặt hái được nhiều thành công về doanh số ở Đài Loan và Hàn Quốc, qua đó trở thành thương hiệu xe sang nhập khẩu số một tại hai khu vực này. Ngoài ra, Lexus còn bán rất chạy ở Trung Đông và đứng hàng đầu trong danh sách những hãng xe ăn khách nhất trên thị trường. Đối với Úc, Lexus xếp thứ ba về doanh số xe sang vào năm 2006. Cùng năm đó, những quản lý cấp cao của bộ phận đã công bố mục tiêu mở rộng thị trường từ 68 lên 76 quốc gia trên toàn thế giới cho đến năm 2010. Trong những năm cuối cùng của thập kỷ, Lexus đã chính thức lăn dấu bánh xe đến Malaysia và Nam Phi vào năm 2006, Indonesia (2007), Chile (2008), và sau cùng là Philippines (2009).

#### Phiên bản Hybrid và F
Vào năm 2006, Lexus bắt đầu bán ra mẫu sedan hybrid hiệu suất cao GS 450h sử dụng động cơ V6, cũng như cho ra mắt thế hệ thứ tư của dòng LS với hai phiên bản gồm V8 trục cơ sở dài tiêu chuẩn (LS 460, LS 460 L) và hybrid (LS 600h, LS 600h L). Dòng ES 350 thế hệ thứ năm cũng được giới thiệu trong thời gian này. Vào lúc đó, LS 600h L được bán ra với tư cách là mẫu sedan có giá bán đắt bậc nhất trong ngành công nghiệp ô tô xứ Phù Tang. Đến cuối năm 2006, doanh số thường niên của Lexus đã lên đến 475.000 chiếc trên toàn thế giới. Vào tháng 1 năm 2007, Lexus cho ra đời bộ phận hiệu suất cao mới của hãng mang tên Nhãn hiệu F, dự kiến sẽ sản xuất những mẫu xe lấy cảm hứng từ các dòng xe đua. Phiên bản xe thể thao IS F xuất hiện lần đầu tại Triển lãm Ô tô Quốc tế Bắc Mỹ năm 2007, cùng với đó là bản concept LF-A.

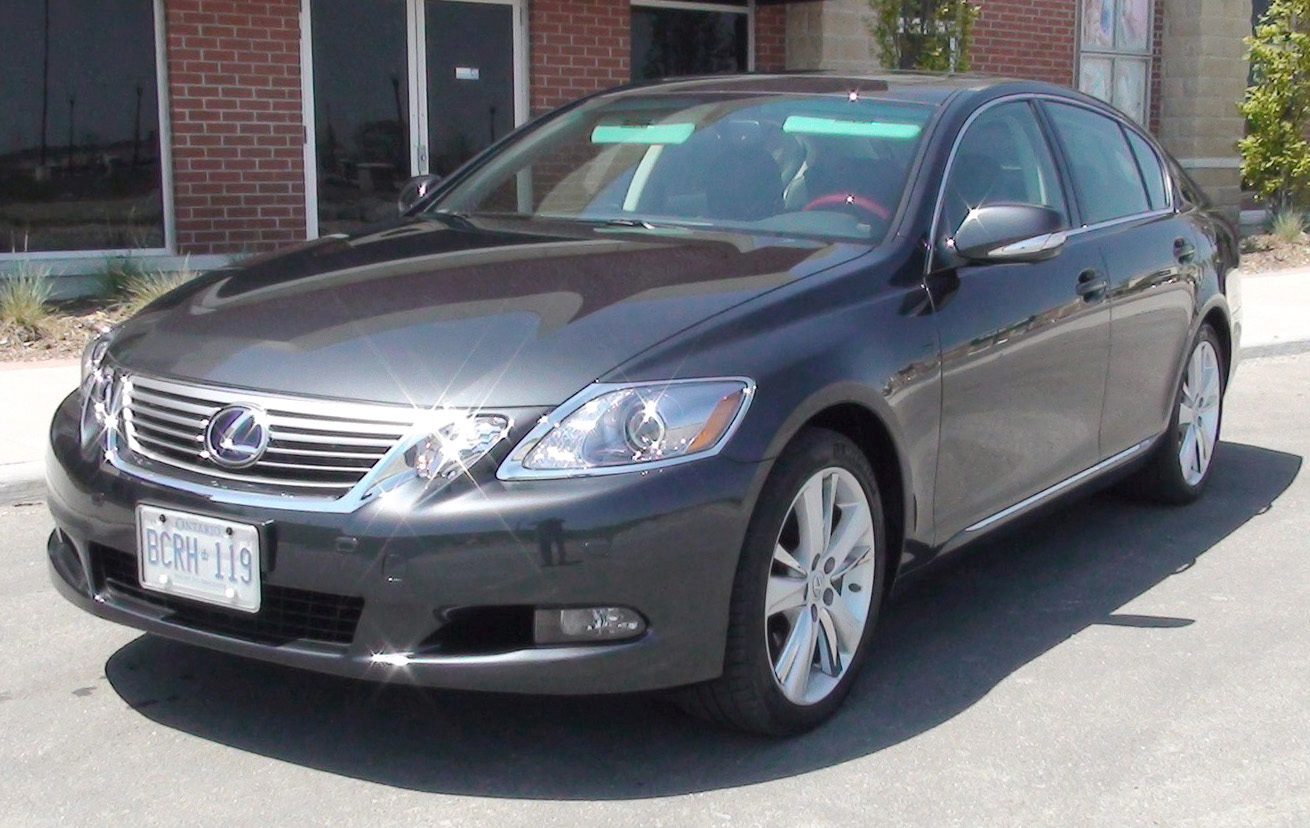
GS 450h 2006, mẫu hybrid dẫn động cầu sau đầu tiên

Vào tháng 10 năm 2007, Lexus đã góp mặt tại triển lãm Hiệp hội Thị trường Thiết bị Đặc biệt tổ chức ở Mỹ với mẫu IS F, đồng thời công bố dòng sản phẩm hiệu suất cao F-Sport cùng những dải phụ kiện được hãng chứng nhận. Thương hiệu xe sang đến từ Nhật Bản cũng thể hiện sự kiên quyết của mình trong việc chế tạo các mẫu xe thể thao, từ đó chỉa hướng cạnh tranh đến bộ phận M của BMW và AMG của Mercedes-Benz. Kết quả là những mẫu xe thể thao hạng sang như SC 400 và GS 400 đã nhận được nhiều lời khen ngợi từ phía khách hàng, kèm theo đó là lời nhận định rằng hầu hết các dòng xe của Lexus đều có đặc điểm là thiên về sự thoải mái hơn là khả năng phản hồi tay lái và cảm giác thể thao khi di chuyển trên đường, nếu đặt lên bàn cân so sánh với các đối thủ đến từ châu Âu. Đến cuối năm 2007, doanh số toàn cầu thường niên của Lexus đã chạm mốc 500.000 xe, đồng thời hãng còn được công nhận là thương hiệu xe sang nhập khẩu thành công nhất ở thị trường Trung Quốc tỉ dân. Nhìn chung, những thị trường có quy mô lớn nhất trong năm 2007 lần lượt là Hoa Kỳ, Nhật Bản, Anh Quốc, Trung Quốc, Canada, và cuối cùng là Nga.
Vào năm 2008, trong bối cảnh diễn ra cuộc đại suy thoái kinh tế toàn cầu và thị trường ô tô thế giới bị ảnh hưởng nghiêm trọng, doanh số bán hàng của Lexus đã giảm xuống còn 435.000 xe/năm, trong đó lượng đơn đặt hàng ở Mỹ và Châu Âu sụt giảm trầm trọng đến 21% và 27,5%. Năm 2009, thương hiệu này đã tung ra mẫu sedan dành riêng cho Mỹ và Nhật Bản mang tên HS 250h, cùng với đó là RX 450h thế hệ thứ hai nhằm thay thế cho dòng SUV tiền nhiệm RX 400h. Cũng vào năm đó, mẫu siêu xe coupe LFA chính thức ra đời. Vào cuối 2009, do nhận thấy rằng doanh số của các dòng xe hybrid cao hơn hẳn những mẫu chạy xăng, thế nên Lexus đã công bố kế hoạch trở thành thương hiệu chỉ cung cấp duy nhất tùy chọn động cơ này ở châu Âu. Trong những năm cuối thập niên 2000, Lexus đã trở thành thương hiệu ô tô cao cấp đắt khách thứ tư trên thế giới, đồng thời cũng là hãng xe sang bán chạy nhất ở Mỹ liên tiếp trong 10 năm liền.

### Thập niên 2010

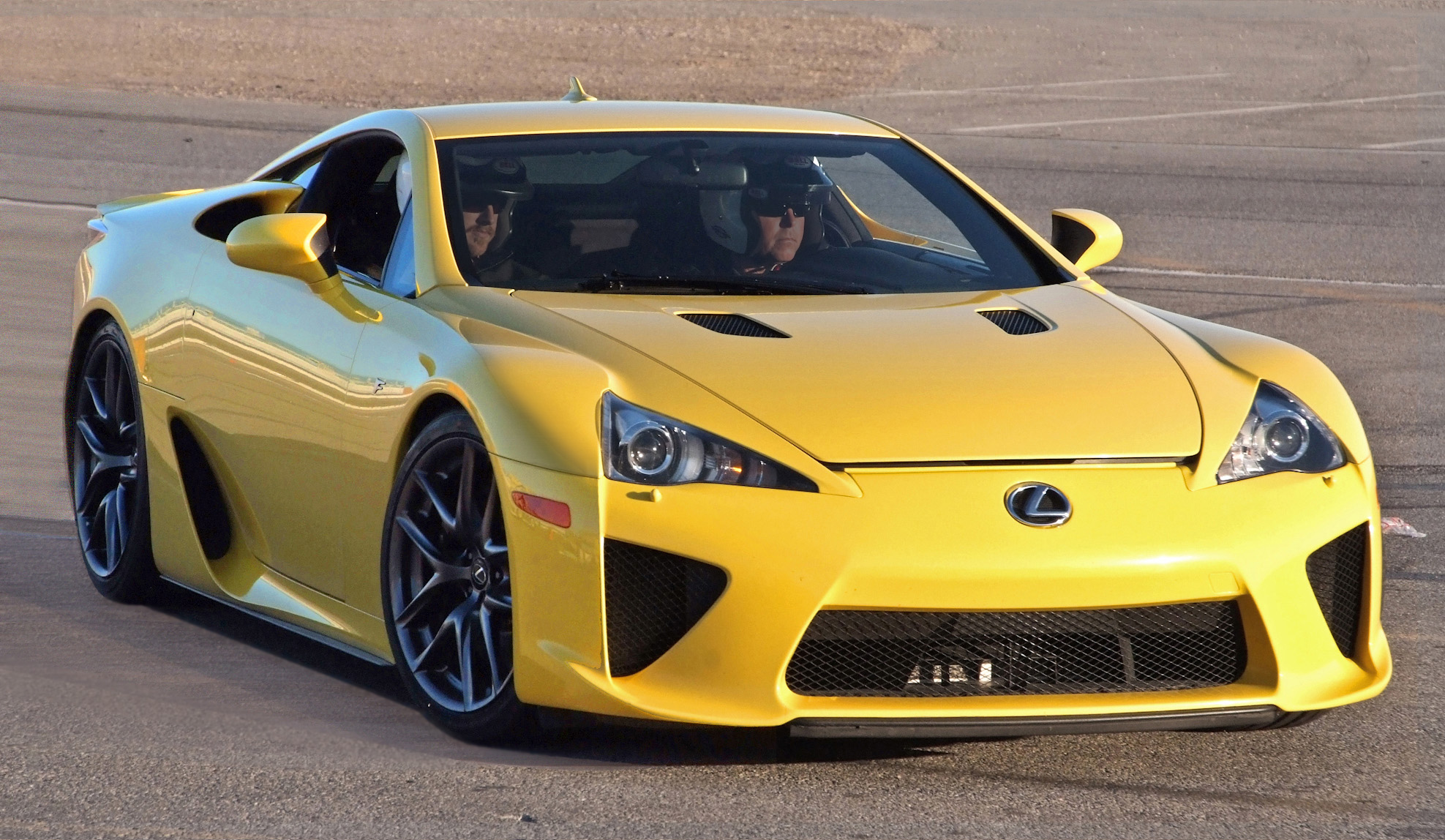
Lexus LFA 2012

Vào năm 2010, Lexus đã dần khôi phục lại doanh số bán hàng ở Bắc Mỹ và châu Á nhờ tập trung ra mắt những sản phẩm mới. Doanh số của hãng ở Hoa Kỳ vẫn ổn định bất chấp các đợt thu hồi xe Toyota năm 2009–2010, trong đó bao gồm cả những mẫu xe Lexus. ES 350 cùng một số mẫu IS đã chịu ảnh hưởng từ đợt thu hồi do thảm lót sàn có nguy cơ bị kẹt, trong khi công ty mẹ Toyota lại phải đối mặt với làn sóng chỉ trích nặng nề giữa lúc các cuộc điều tra đang được thực hiện và sự bất an của dư luận về tỉ lệ gặp sự cố trên từng chiếc xe ngày càng tăng. SUV GX 460 đời mới cũng được thu hồi tự nguyện vào tháng 4 năm 2010 để cập nhật phần mềm, một tuần sau khi tổ chức Consumer Reports đưa ra những lời khuyến nghị không nên mua mẫu xe này, cho rằng nó tiềm ẩn nguy cơ lật xe do hệ thống cân bằng điện tử bị chậm lại khi chuyển hướng đột ngột ở tốc độ cao. Mặc dù bài viết không đưa ra bất kỳ dẫn chứng hoặc báo cáo nào về những vụ tai nạn kể trên, nhưng GX 460 vẫn nhận được bản cập nhật cân bằng điện tử.
Vào cuối 2010 và đầu 2011, Lexus bắt đầu bán mẫu xe hatchback hybrid bốn cửa nhỏ gọn CT 200h ở nhiều thị trường khác nhau, mặc dù ban đầu nó được thiết kế riêng cho Châu Âu. Doanh số của những mẫu xe khu vực có dung tích xi-lanh thấp hơn cũng được mở rộng, bắt đầu với ES 240 tại Trung Quốc, tiếp đến là RX 270. Bên cạnh đó, Nhật Bản, Nga và Đài Loan cũng nằm trong số những thị trường được phân phối các phiên bản này nhằm giảm bớt gánh nặng thuế nhập khẩu hoặc lượng khí thải ra môi trường. Vào tháng 3 năm 2011, trận động đất và sóng thần Tōhoku đã gây gián đoạn nghiêm trọng đến dây chuyền sản xuất ở Nhật Bản, cản trở triển vọng bán hàng trong thời gian ngắn của hãng xe này. Những giám đốc điều hành tại Hoa Kỳ tuyên bố rằng do tình trạng thiếu nguồn cung trầm trọng cộng với sự cạnh tranh gay gắt từ các đối thủ BMW, Mercedes-Benz và Audi, nên Lexus sẽ không còn là thương hiệu hạng sang bán chạy nhất ở thị trường nước này nữa.

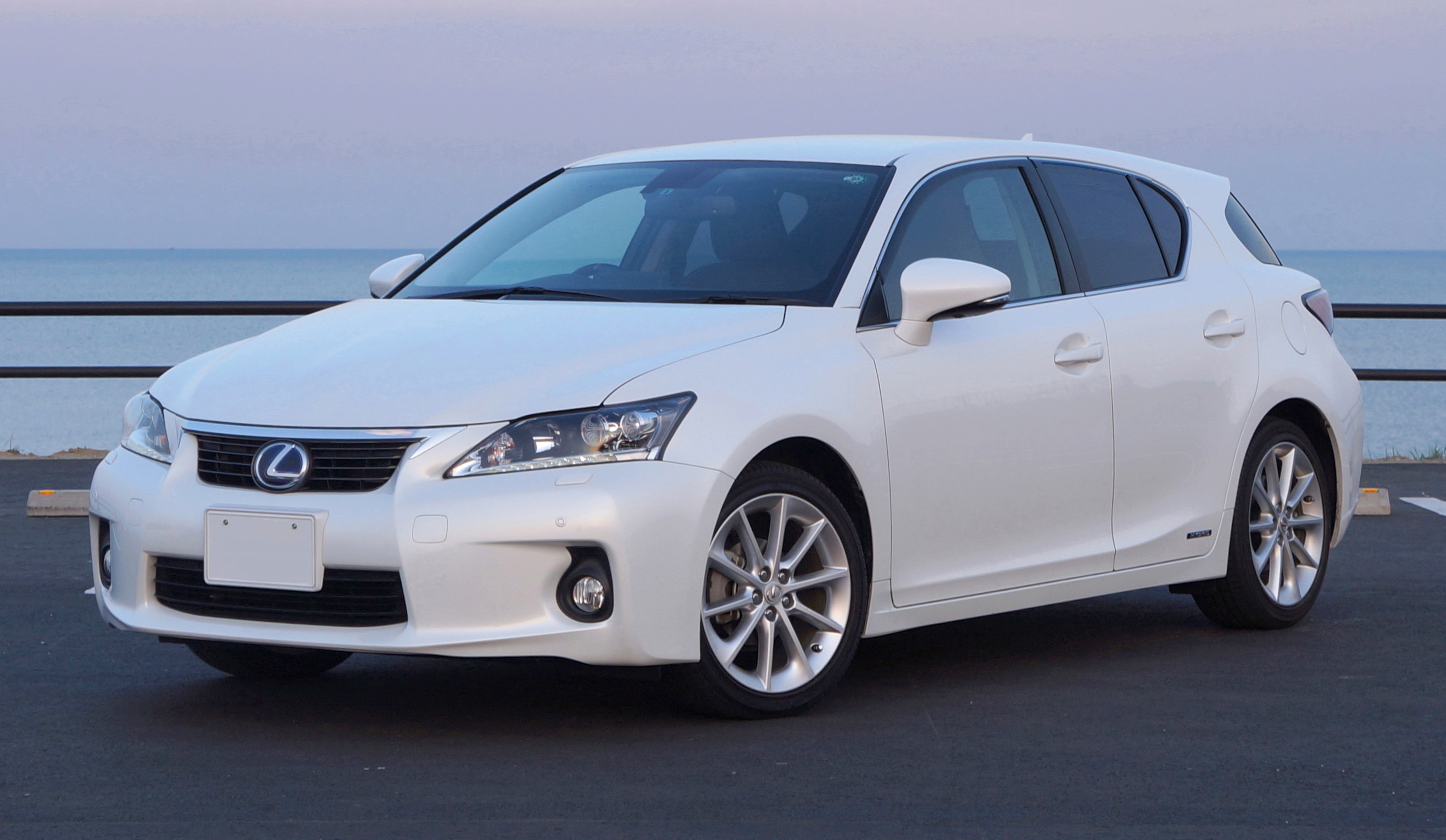
CT 200h 2010, mẫu hatchback đầu tiên của Lexus

Kết quả bán hàng tích lũy trong năm 2011 cho thấy doanh số bán hàng của Lexus tại thị trường Hoa Kỳ giảm 14%, trong khi mức tăng ở châu Âu và Nhật Bản lần lượt đạt 40% và 27%, với tổng doanh số toàn thế giới là 410.000 chiếc. Chuỗi thống trị 11 năm liền của Lexus tại thị trường Hoa Kỳ cũng chính thức đi vào hồi kết, nhường lại ngôi vương cho BMW và kế đến là Mercedes-Benz. Trong khi 45% doanh số Lexus tại Mỹ vào năm 2011 phụ thuộc vào mẫu SUV crossover hạng sang RX, thì sản phẩm bán chạy nhất của đối thủ Mercedes-Benz lại là mẫu sedan hạng trung E-Class với mức giá cao hơn nhiều. Khi đề cập đến vấn đề này, Chủ tịch Toyota Toyoda Akio tuyên bố sẽ khôi phục lại lòng tin cho thương hiệu và tăng cường hơn nữa tính độc lập về mặt tổ chức, đồng thời thừa nhận rằng "...hồi đó chúng tôi không coi Lexus là một thương hiệu mà chỉ là một kênh phân phối mà thôi". Do những chính sách cải tổ tích cực của Toyoda nên lần đầu tiên trong lịch sử thương hiệu, các nhà quản lý cấp cao của Lexus sẽ báo cáo trực tiếp với vị chủ tịch tập đoàn.
Vào tháng 1 năm 2012, Lexus tung ra dòng GS thế hệ thứ tư gồm hai phiên bản GS 350 cùng GS 450h, song song với đó là mẫu GS 250 có dung tích thấp hơn dành cho một số thị trường nhất định. Tháng 4 cùng năm, dòng ES thế hệ thứ sáu với phiên bản ES 350 và ES 300h đã ra mắt tại Triển lãm Ô tô Quốc tế New York. Cuối năm 2013, Lexus chính thức đặt chân đến thị trường Việt Nam với năm sản phẩm trải dài trong nhiều phân khúc, nằm dưới sự quản lý và điều hành của Toyota Việt Nam.
Tháng 4 năm 2014, Lexus đã trình làng mẫu crossover nhỏ gọn 5 chỗ NX, đây là dòng xe đầu tiên của thương hiệu được nhận trang bị bộ tăng áp động cơ mang tên NX 200t. Đi kèm với sự ra mắt của NX chính là mẫu RC F hiệu suất cao xuất hiện lần đầu tiên tại Triển lãm ô tô Bắc Mỹ vào tháng 1 năm 2014. Tháng 8 cùng năm đó, Toyota tuyên bố sẽ giảm giá phụ tùng Lexus tại Trung Quốc tới 35%. Động thái này được cho là để đáp lại cuộc điều tra toàn ngành được Ủy ban Cải cách và Phát triển Quốc gia báo trước hồi đầu tháng có liên quan đến chính sách phụ tùng của Lexus, trong đó những cơ quan quản lý Trung Quốc nhận thấy rằng các nhà sản xuất ô tô đã tính giá phụ tùng và dịch vụ hậu mãi quá cao thông qua ấn định giá chiều dọc.

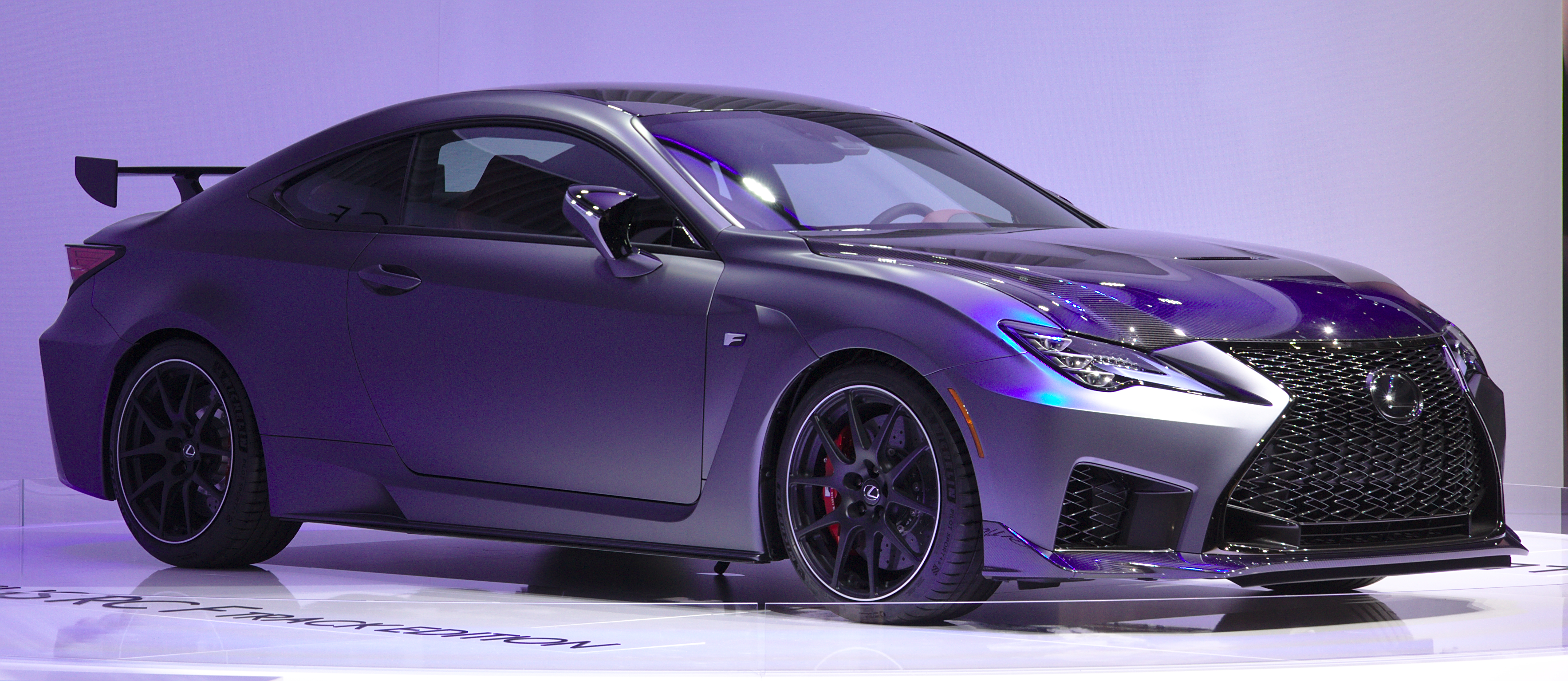
Lexus RC-F tại triển lãm mô tô Geneva 2019

Tháng 3 năm 2016, Lexus thông báo rằng một mẫu xe đầu bảng hoàn toàn mới mang tên LC 500 dự kiến sẽ đi vào sản xuất vào đầu năm 2017, sử dụng động cơ V8 sản sinh công suất 471 PS (346 kW; 465 hp), qua đó mở ra một kỷ nguyên hoàn toàn mới của thương hiệu. LC 500h, một phiên bản hybrid dùng động cơ V6, đã ra mắt thế giới tại Triển lãm Ô tô Geneva cùng năm. Vào năm 2017, Lexus giới thiệu chiếc du thuyền thể thao Sport Yacht tại một sự kiện truyền thông đặc biệt ở Miami. Một năm sau, có thông báo cho rằng mẫu xe nhỏ nhất của hãng là UX sẽ được đưa vào dây chuyền sản xuất kể từ tháng 12. Vào năm 2019, Lexus tiếp tục công bố với công chúng siêu du thuyền LY 650 trị giá 3,7 triệu USD, mặc dù ảnh phát họa về nó đã được tung ra từ hồi năm ngoái.
Vào tháng 4 năm 2019, Lexus thông báo rằng phiên bản minivan họ hàng của dòng Toyota Alphard thế hệ thứ ba sẽ được bán ra với tên gọi Lexus LM. Đồng thời, cũng có thông tin cho biết hãng xe sẽ dừng chân ở thị trường Mexico vào năm 2021 cùng một số dòng xe trong dải sản phẩm của họ. Tháng 10 năm 2019, Lexus tuyên bố rằng sẽ ra mắt mẫu xe điện chạy hoàn toàn bằng pin đầu tiên của thương hiệu vào năm 2020. Cũng vào năm đó, Lexus đã tổ chức lễ kỷ niệm lần thứ 30 của hãng và đón chào chiếc xe thứ 10 triệu được bán ra trên toàn cầu.

### Thập niên 2020

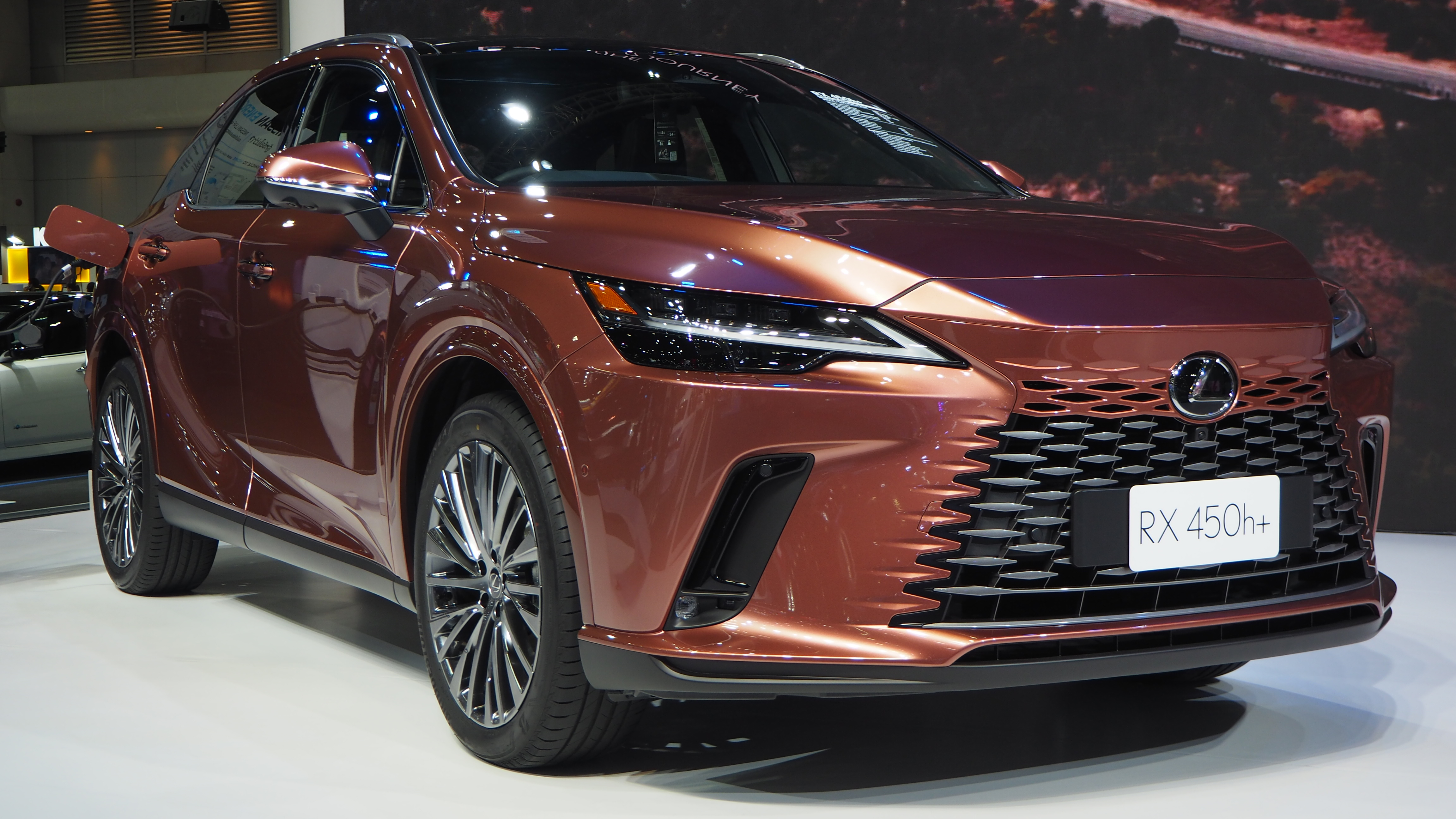
Lexus RX 2022

Vào năm 2020, đại dịch COVID-19 đã bùng phát và gây nên tình trạng gián đoạn chuỗi cung ứng hàng hóa trên toàn thế giới, đình trệ trong sản xuất và kinh doanh cũng như làm cho nhu cầu của khách hàng suy giảm trầm trọng. Lexus cũng không phải là ngoại lệ khi mà doanh số quý đầu tiên của năm 2020 giảm 15,6% so với cùng kỳ năm ngoái, đồng thời còn đối mặt với nguy cơ tụt dốc sản lượng gần 60.000 xe. Bên cạnh đó, hãng xe mẹ Toyota cũng tuyên bố cắt giảm sản lượng và tạm dừng hoạt động hai nhà máy ở Miyata cùng Tahara. Trong những năm tiếp theo, doanh số toàn cầu của Lexus bắt đầu có xu hướng phục hồi và phát triển trở lại, đồng thời đạt đỉnh vào năm 2021.
Lexus đã cho ra mắt NX thế hệ mới vào ngày 11 tháng 6 năm 2021 với tên mã AZ20, tiếp đến là dòng SUV cỡ lớn LX 600 thay cho LX 570 nổi danh đời cũ. Dòng xe chủ lực RX thế hệ thứ ba cũng được giới thiệu trong nửa đầu năm 2022, bên cạnh mẫu xe thuần điện RZ. Năm tiếp theo chính là thời điểm mà hãng xe Nhật Bản lần lượt tung ra những mẫu mã và thế hệ mới của nhiều dòng sản phẩm khác nhau, đặc biệt trong số đó phải kể đến LM thế hệ thứ hai, GX thế hệ thứ ba, SUV crossover cỡ lớn TX, cuối cùng là mẫu xe nhỏ nhất của thương hiệu, LBX. Trong tháng 9 cùng năm, Lexus đã tổ chức sự kiện Lexus Showcase, đồng thời chia sẻ về nỗ lực đa dạng hóa và điện khí hóa của thương hiệu.

## Vận hành

### Hoạt động
Lexus International chịu trách nhiệm điều phối các hoạt động trên toàn thế giới của thương hiệu, với đại bản doanh đặt tại Nagoya, Aichi. Ngoài ra, thương hiệu còn điều hành các bộ phận gồm Bán hàng và Marketing ở Nhật Bản, cùng với Sản xuất và Hoạch định Marketing toàn cầu. Mặc dù có tổ chức tách biệt với công ty mẹ, tuy nhiên Lexus International vẫn báo cáo trực tiếp đều đặn với giám đốc điều hành Toyota Toyoda Akio. Đối với thị trường Mỹ, hoạt động của thương hiệu được quản lý bởi chi nhánh có trụ sở nằm tại Plano, Texas. Ở thị trường châu Âu, các chiến lược lẫn khâu vận hành đều đặt dưới sự giám sát của Lexus Europe, với trụ sở chính dựng ở Brussels. Những cơ sở lắp ráp kết hợp của Lexus được xây dựng ở Nam California và vùng Trung Bộ Nhật Bản, với xưởng thiết kế chính tọa lạc tại thành phố Toyota, Aichi.
Hoạt động bán hàng của Lexus có cơ cấu khác nhau tùy theo từng khu vực. Ở nhiều thị trường, chẳng hạn như Mỹ, mạng lưới đại lý là một chủ thể tách biệt với trụ sở chính của công ty, có vai trò toàn quyền sở hữu và điều hành riêng các showroom Lexus. Ngược lại, tại Nhật Bản thì tất cả 143 đại lý ở quốc gia này đều nằm dưới sự kiểm soát của thương hiệu. Đối với một số thị trường khác, các dòng xe Lexus sẽ được bên phân phối thứ ba đảm nhận bán ra, chẳng hạn như ở Các Tiểu vương quốc Ả Rập Thống nhất có hoạt động bán hàng do Al-Futtaim Motors LLC quản lý, còn tại Costa Rica thì xe Lexus được bán thông qua nhà phân phối khu vực Purdy Motors S.A. Trong khi đó, những đơn vị phân phối cấp khu vực được phê chuẩn khác đã kinh doanh các dòng sản phẩm Lexus trước khi chúng ra mắt hoặc thiếu đi mạng lưới đại lý chuyên dụng.
Thương hiệu Lexus đã cập bến thị trường Ấn Độ vào năm 2017, với các mẫu RX 450h, LX 450d, LX 570, ES 300h, NX và LS. Các nhánh đại lý ở Mumbai, Delhi, Gurgaon và Bangalore chính thức khai trương vào tháng 3 năm 2017 khi hãng xe bắt đầu mở bán tại Ấn Độ, trong khi chuỗi đại lý thứ hai đặt tại Chandigarh, Kochi và Chennai dự kiến sẽ đi vào hoạt động cuối năm.

### Bán hàng
Doanh số toàn cầu của Lexus đạt mức cao nhất mọi thời đại vào năm 2007 với tổng số 518.000 xe được bán ra. Tuy nhiên, số lượng bán hàng đã giảm đi trong những năm tiếp theo do ảnh hưởng của cuộc suy thoái kinh tế năm 2008 và trận sóng thần Nhật Bản năm 2011. Sau đó, doanh số của hãng có dấu hiệu khởi sắc trở lại và đạt kỷ lục mới với 523.000 xe được bàn giao vào năm 2013.
Vào năm 2014, Lexus một lần nữa phá vỡ kỷ lục trước đó sau khi bán được 582.000 ô tô trên toàn thế giới, trở thành thương hiệu xe sang bán chạy thứ tư toàn cầu, chỉ sau BMW, Audi và Mercedes-Benz. Doanh số Lexus tiếp tục tăng thêm 12% trong năm 2015, đồng thời xô đổ kỷ lục lúc trước với 652.000 xe được tiêu thụ rộng khắp toàn cầu.

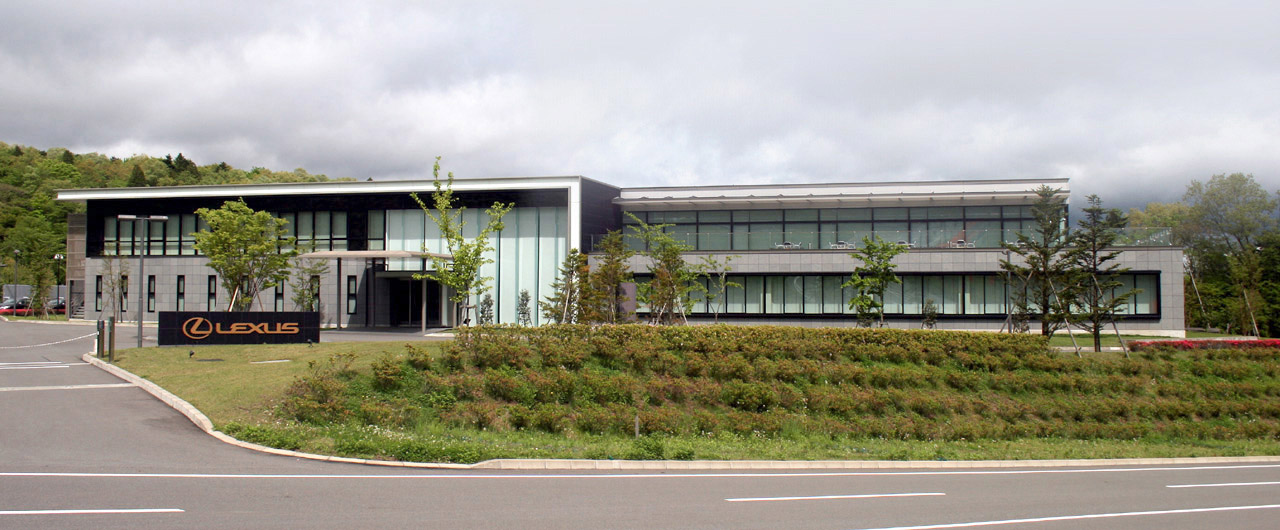
Cao đẳng Lexus Fuji, cơ sở đào tạo đại lý tại Shizuoka, Nhật Bản

Tổng doanh số tích lũy toàn cầu của xe điện hybrid mang thương hiệu Lexus đạt mốc 500.000 chiếc vào tháng 11 năm 2012, sau đó đánh dấu chiếc xe thứ 1 triệu được bán ra vào tháng 3 năm 2016. Tính đến thời điểm này, RX 400h/RX 450h được xem là mẫu hybrid bán chạy nhất của hãng với 335.000 xe đến tay khách hàng trên toàn thế giới, kế đến là CT 200h khi bán được 267.000 ô tô.
Mặc cho việc gặt hái được thành công ở nhiều thị trường khác nhau trên quốc tế, song Lexus lại tỏ ra đuối sức ở châu Âu do độ nhận diện thương hiệu kém và có mạng lưới đại lý không quá rộng lớn. Mẫu xe đầu bảng Lexus LS cũng tỏ ra lép vế trước các đối thủ nhà Jaguar, Mercedes-Benz, BMW hay Audi. Các nhà phân tích ô tô đã đưa ra một lý do dẫn đến sự cách biệt trên, đó là vì khách hàng châu Âu ít chú trọng đến độ tin cậy của xe mà chỉ trung thành với những thương hiệu nội địa đã có tên tuổi. Mặc khác, dòng Lexus LS lại đứng thứ hai về doanh số sau chỉ sau Mercedes-Benz S-Class ở các thị trường bên ngoài lục địa già, chẳng hạn như Nam Phi.
Hiện tại, tất cả những mẫu xe của Lexus dành cho thị trường Hoa Kỳ đều được nhập khẩu từ Nhật Bản, ngoại trừ dòng RX cùng NX sản xuất tại Cambridge, Ontario và ES được chế tạo tại Georgetown, Kentucky. SUV crossover cỡ trung RX là mẫu xe bán chạy nhất của Lexus tại Mỹ, trong khi ES là dòng sedan chủ lực được bán ra ở quốc gia này.
| Năm  | Châu Âu | Hoa Kỳ (thị phần %) |
| ---- | ------- | ------------------- |
| 2022 | 38.366  | 258.434 (1,89)      |
| 2021 | 46.250  | 326.928 (2,19)      |
| 2020 | 47.041  | 275.042 (1,87)      |
| 2019 | 55.770  | 298.112 (1,75)      |
| 2018 | 45.918  | 298.302 (1,72)      |
| 2017 | 44.944  | 305.229 (1,77)      |
| 2016 | 44.287  | 331.228 (1,89)      |
| 2015 | 39.255  | 344.601 (1,97)      |
| 2014 | 31.479  | 311.389 (1,88)      |
| 2013 | 23.708  | 273.847 (1,76)      |
| 2012 | 26.820  | 244.162 (1,68)      |
| 2011 | 27.442  | 198.552 (1,55)      |
| 2010 | 19.185  | 229.329 (1,98)      |
| 2009 | 20.629  | 215.975 (2,07)      |
| 2008 | 29.682  | 260.087 (1,96)      |
| 2007 | 40.496  | 329.177 (2,07)      |
| 2006 | 40.337  | 322.434 (1,95)      |
| 2005 | 23.340  | 302.895 (2,04)      |
| 2004 | 21.122  | 287.927 (1,70)      |
| 2003 | 18.318  | 259.755 (1,56)      |
| 2002 | 19.435  | 234.109 (1,40)      |
| 2001 | 21.357  | 223.983 (1,30)      |
| 2000 | 17.214  | 206.037 (1,20)      |
| 1999 | 15.800  | 185.890 (1,10)      |
| 1998 | 6.938   | 156.260 (1,00)      |
| 1997 | 3.408   | 97.563 (0,60)       |
| 1996 |         | 81.529 (0,50)       |
| 1995 |         | 83.616 (0,50)       |
| 1994 |         | 91.554 (0,58)       |
| 1993 |         | 99.280 (0,64)       |
| 1992 |         | 92.890 (0,69)       |
| 1991 |         | 71.206 (0,58)       |
| 1990 |         | 63.534 (0,46)       |
| 1989 |         | 16.302 (0,11)       |
| 1988 |         | 0 (0.00)            |

### Báo cáo tài chính
Dữ liệu tài chính về hoạt động của Lexus không được tiết lộ công khai. Tuy nhiên, các nhà phân tích ô tô ước tính rằng thương hiệu góp một phần không cân xứng vào lợi nhuận của tập đoàn Toyota, bắt nguồn từ số lượng sản xuất và bán hàng hạn chế của hãng. Những cuộc phỏng vấn được thực hiện với các viên chức Lexus đã về hưu cho thấy rằng tùy vào mức bán, chu trình tạo ra sản phẩm mới và tỷ giá hối đoái mà doanh số của Lexus đã chiếm tới một nửa lợi nhuận hàng năm của Toyota tại Mỹ trong một số thời điểm nhất định. Những giám đốc điều hành của thương hiệu đã áp dụng các chiến lược định giá nhằm duy trì biên lợi nhuận thay vì mức bán hàng, cũng như đãi ngộ về giá thấp hơn so với các đối thủ. Năm 2006, Lexus lần đầu tiên lọt vào danh sách 100 thương hiệu toàn cầu hàng đầu của Interbrand, với tài sản thương hiệu ước tính đạt khoảng 3 tỷ USD mỗi năm. Vào năm 2009, Interbrand đã đưa Lexus vào danh sách bảy thương hiệu lớn nhất của Nhật Bản dựa trên doanh thu, lợi nhuận cũng như giá trị thị trường.

## Các dòng sản phẩm

### Ô tô
Danh phục sản phẩm của Lexus trải dài theo nhiều mẫu mã đa dạng khác nhau, từ kiểu dáng, kích thước cho đến hiệu suất xe. Trong đó, phân khúc sedan của hãng bao gồm các mẫu IS nhỏ gọn, ES và GS tầm trung, cuối cùng là dòng LS thuộc phân loại cỡ lớn. Dòng xe coupe 2 cửa mà Lexus phân phối có số lượng khiêm tốn hơn, chỉ với hai mẫu RC và LC. Các dòng xe mui trần trước đây từng xuất hiện trên thị trường gồm có SC và IS C. Đặc biệt, dải sản phẩm thể thao đa dụng mà Lexus sở hữu có số lượng khá đa dạng và phân vào nhiều kích cỡ, từ LBX, UX và NX loại nhỏ, RX hạng trung cho đến GX cùng LX cỡ lớn. Số lượng dòng xe sử dụng công nghệ hybrid thậm chí còn nhiều hơn, với các mẫu hatchback CT, HS (đã khai tử) cũng như những phiên bản của IS, ES, GS, LS, RC, LC, UX, NX, RX và LM. Nhãn hiệu F cũng từng tạo ra một biến thể của dòng IS, GS và LFA trong quá khứ, còn ở thời điểm hiện tại thì bộ phận hiện này đang sản xuất một phiên bản của dòng coupe RC. Đường thử ô tô Nürburgring nằm ở Đức chính là nơi mà các mẫu xe nguyên bản của Lexus được đưa vào quá trình thử nghiệm.

### Nhãn hiệu F
Lexus thường sản xuất những mẫu xe hiệu suất cao thông qua phân nhánh Nhãn hiệu F. Tên gọi của nó gợi sự liên tưởng đến từ "Flagship" (đầu bảng) cũng như Đường đua Fuji nổi danh, nơi có góc cua đầu tiên 27R giống với hình dạng của ký tự "F". Bên cạnh đó, quá trình thiết kế các mẫu xe thuộc Nhãn hiệu F cũng được đảm nhận bởi Bộ phận Phát triển Hiệu suất Xe Lexus. Thành phẩm đầu tiên trong dòng xe mang nhãn hiệu F chính là mẫu IS F được tung ra vào năm 2007, tiếp đến là LFA trình làng vào hai năm sau. Dòng phụ kiện hiệu suất F-Sport cùng các trang bị đạt chuẩn thương hiệu đều có sẵn đối với những mẫu xe Lexus tiêu chuẩn như IS 250 và IS 350. F-Sport thường bao gồm những nâng cấp về mặt ngoại thất lẫn nội thất, đồng thời trên một số dòng xe còn được nhận thêm bản hiệu chỉnh liên quan đến hệ thống treo biến thiên thích ứng. F-Sport cũng đã thành công trong việc tạo ra dòng sản phẩm L-Tuned dựa trên hãng độ Toyota Racing Development (TRD), trong đó cung cấp những gói hiệu suất cao trên các mẫu sedan IS và GS vào đầu những năm 2000. Sau này, bộ phận hiệu suất F Sport cũng đã bổ sung thêm một vài mẫu xe vào danh sách của mình, bao gồm Lexus RC F Sport, Lexus GS F Sport cùng Lexus LS F Sport.

### Danh pháp sản phẩm
Tên gọi của những mẫu xe Lexus thường tuân theo quy tắc chữ–số, trong đó hai chữ cái được đặt đằng trước và liền kề với chúng là ba con số nằm ở phía sau. Chữ cái đầu tiên nhằm đại diện cho vị trí của xe trong dòng sản phẩm, còn chữ thứ hai thì cung cấp thông tin về kiểu dáng thân xe (ví dụ như LS là viết tắt của 'luxury sedan', tức sedan hạng sang). Ba chữ số sau biểu thị kết quả của dung tích xi-lanh nhân với một trăm và tính bằng đơn vị lít (ví dụ, 350 đối với động cơ 3.5 L), tuy nhiên trên các dòng xe tăng áp hoặc hybrid thì chúng tương ứng với dung tích của động cơ hút khí tự nhiên cho ra công suất tương đương. Hơn nữa, cũng có một khoảng trống ngăn cách giữa chữ và số. Tùy theo từng trường hợp nhất định mà một ký tự có thể dùng để ám chỉ nhiều dòng xe khác nhau; 'S' bắt nguồn từ 'sedan' hoặc 'sport' (LS và SC), còn 'X' thì ngầm mặc định dòng xe đó thuộc loại 'luxury utility vehicle' (xe đa dụng hạng sang) hoặc SUV. Ngoài ra, một chữ cái viết thường cũng có thể được đặt ở sau cùng để cho biết về kiểu động cơ ('h' đối với hybrid, 'd' ở các mẫu diesel và 't' dùng cho tăng áp), trong khi chữ in hoa thì mang hàm ý biểu thị kiểu loại phụ ('L' nghĩa là long-wheelbase (trục cơ sở dài), 'C' viết tắt cho coupe, còn 'AWD' thì xuất phát từ all-wheel drive (hệ dẫn động toàn bộ bánh)). Trên các dòng xe Nhãn hiệu F, tên gọi gồm hai chữ cái và ký hiệu 'F' được dùng chung mà không có số hoặc dấu gạch nối (chẳng hạn như IS F).

## Thiết kế và công nghệ

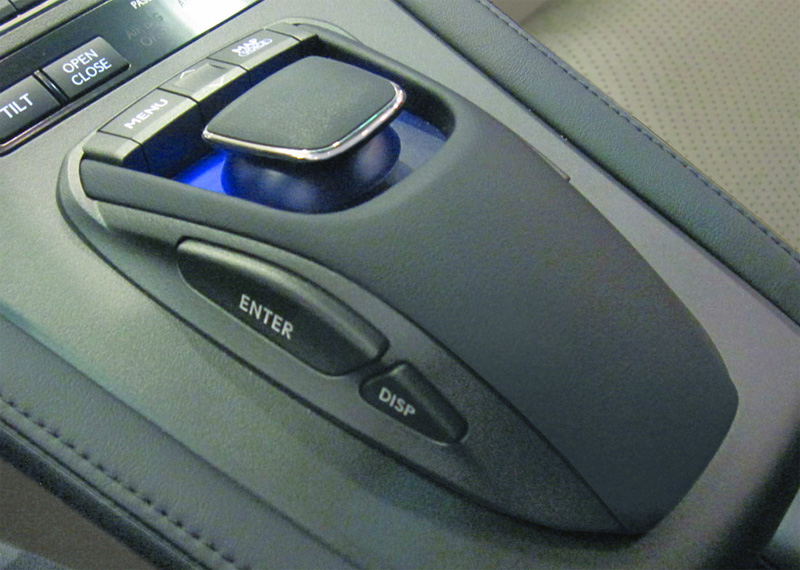
Bộ điều khiển Remote Touch

Truyền thống thiết kế các mẫu xe của Lexus thường đi đôi với việc đặt trọng tâm vào mục tiêu theo những chuẩn mực sang trọng. Kể từ khi thành lập thương hiệu cho đến nay, mục tiêu thiết kế mà Lexus muốn hướng đến đã chuyển từ khí động học và độ êm khi lái cho đến nội thất mang tính công thái học cao. Bên cạnh đó, chuỗi từ cấu tạo ngược "IDEAL" ("Impressive, Dynamic, Elegant, Advanced và Lasting") cũng thường xuyên gắn liền với quá trình phát triển sản phẩm. Mỗi chiếc xe đều được thiết kế theo khoảng 500 tiêu chuẩn sản phẩm cụ thể, hay còn gọi là "Lexus Musts", dựa trên những tiêu chí như đường khâu trên ghế da. Một vài chi tiết thiết kế từ dòng xe concept LF (gồm LF-S 2003 và LF-C 2004) cũng được áp dụng rộng rãi trên những mẫu xe đã đi vào sản xuất.
Khoang lái trên xe Lexus được tích hợp đồng hồ tốc độ Optitron phát quang điện, SmartAccess, hệ thống khởi động và mở khóa bằng chìa thông minh, cùng với nhiều tính năng đa phương tiện khác. Vào lúc các dòng RX và HS 2010 ra mắt thì bộ điều khiển Remote Touch với thiết kế giống chuột máy tính đi kèm công nghệ phản hồi xúc giác cũng được giới thiệu theo; trong khi đó, những mẫu xe khác lại trang bị bảng điều khiển cảm ứng có giao diện điều hướng cho người lái. Vào năm 2014, một công nghệ mới do Lexus cải tiến đã ra đời: Bàn di chuột Remote Touch trên mẫu RC Coupe.
Năm 1989, Lexus trở thành một trong những thương hiệu xe sang đầu tiên trang bị hệ thống âm thanh cao cấp trên các mẫu xe của mình, phối hợp với hãng âm thanh nổi Nakamichi. Từ năm 2001 trở đi, nhà cung cấp Mark Levinson là đơn vị chịu trách nhiệm thiết kế tùy chọn hệ thống âm thanh vòm cho Lexus. Để giảm tiếng ồn trong khoang xe, mẫu LS 400 đầu tiên đã được lắp những miếng thép mỏng xi mạ hình sandwich, rồi sau này là kính cách âm. Vào năm 2006, LS 460 ra mắt bộ khuếch tán không khí trần xe cũng như cảm biến nhiệt hồng ngoại đầu tiên được gắn trên ô tô. Những dịch vụ thông tin viễn thông cung cấp cho xe bao gồm G-Book với hệ thống G-Link đối với châu Á và Lexus Enform dành cho khu vực Bắc Mỹ.

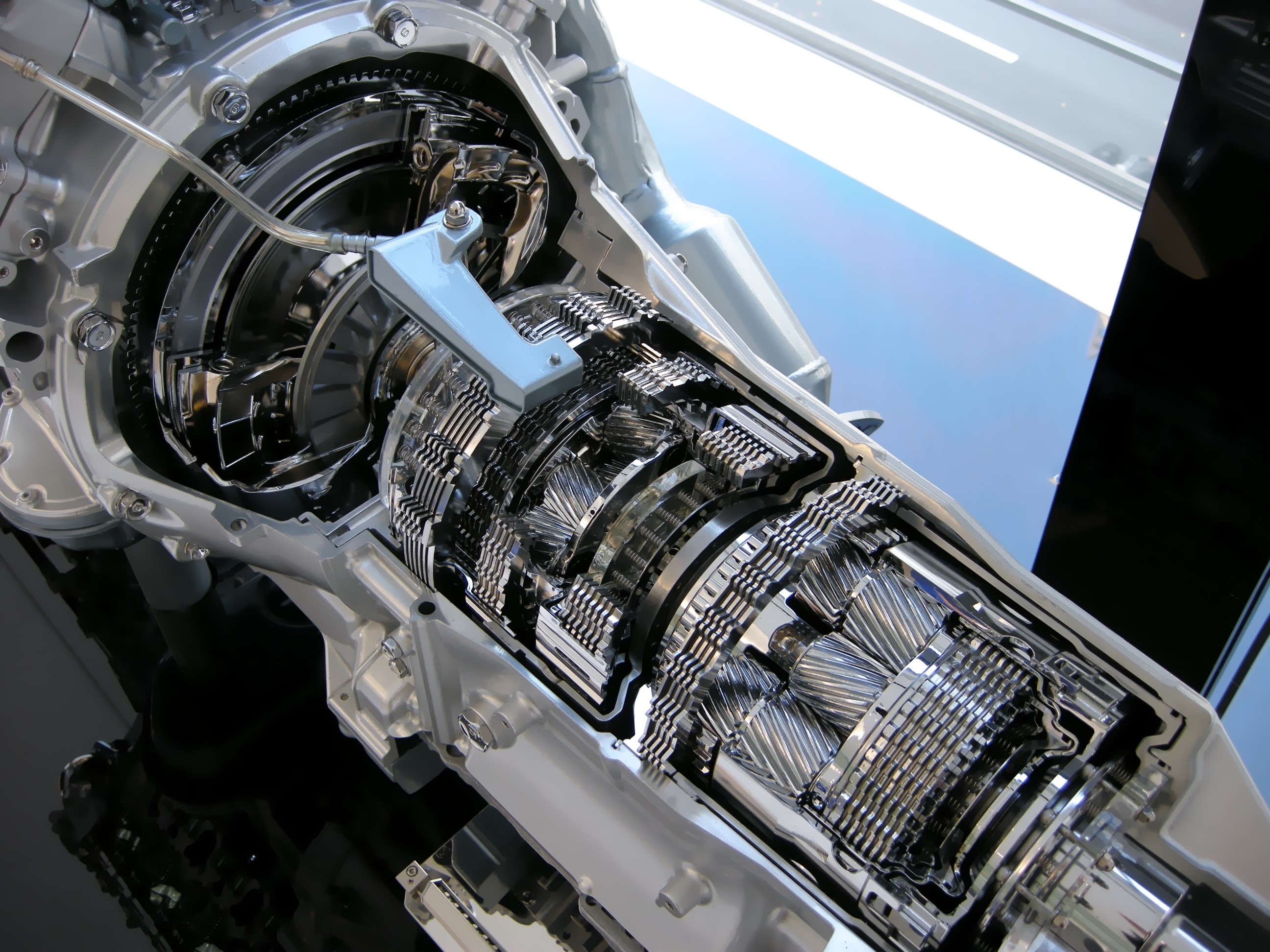
Hộp số tự động 8 cấp trên dòng IS F và LS 460 Sport

Vào năm 2006, Lexus đã giới thiệu hộp số tự động 8 cấp đầu tiên trên mẫu LS 460, sau này được hiệu chỉnh lại cho GS 460 và IS F. Hộp số biến thiên vô cấp, hệ thống phanh tái tạo năng lượng và động cơ điện đều là những trang bị tiêu chuẩn đối với tất cả mẫu xe Lexus hybrid. Năm 2007, những lãnh đạo của thương hiệu đã thông báo về ý định bổ sung thêm hệ truyền động hybrid cho các mẫu xe, trong một động thái nhằm giảm bớt ô nhiễm khí carbon và mức hao kiệt dầu. Những dòng xe hybrid thường được phân biệt với nhau bằng hệ thống chiếu sáng và logo riêng. Vào năm 2008, LS 600h L trở thành mẫu xe sản xuất hàng loạt đầu tiên sử dụng công nghệ đèn pha dạng LED.
Những tính năng an toàn trên các mẫu xe của Lexus trải rộng từ các công nghệ ổn định và điều khiển (Hệ thống cân bằng điện tử và Điều khiển điện tử tích hợp) cho đến camera lùi, đèn pha điều chỉnh hướng sáng cùng cảm biến siêu âm. Ngoài ra, Hệ thống cảnh báo tiền ca chạm Lexus (PCS) cũng tích hợp nhiều tính năng an toàn đa dạng. Vào năm 2007, Lexus cho ra mắt hệ thống an toàn đầu tiên sử dụng nhiều công nghệ hiện đại như cảm biến hồng ngoại phát hiện người đi bộ, hỗ trợ giữ làn đường, Hệ thống giám sát người lái với chức năng nhận dạng khuôn mặt nhằm đảm bảo tập trung khi điều khiển xe, cũng như bảo vệ chấn thương phía sau tiền va chạm. Để tránh xảy ra rủi ro cho người ngồi trong xe, hệ thống định vị GPS của Lexus ở nhiều khu vực có thể tắt chuyển động khi xe đạt đến tốc độ giới hạn đã đề ra. Ngoài ra, mục hiển thị dẫn đường cũng bị hạn chế nhằm giúp tài xế không phân tâm khi cầm lái, mặc dù hỗ trợ điều khiển bằng giọng nói cùng một số nút bấm nhất định vẫn có thể sử dụng được. Tính năng an toàn này đã nhận về những đánh giá tiêu cực vì hành khách không thể sử dụng một số chức năng khi xe đang lăn bánh trên đường. Những phiên bản ra mắt trước năm 2007 có một nút hủy bỏ tính năng nằm ẩn trên màn hình, trong khi bản cập nhật ở châu Âu vẫn cho phép nó hoạt động bình thường.

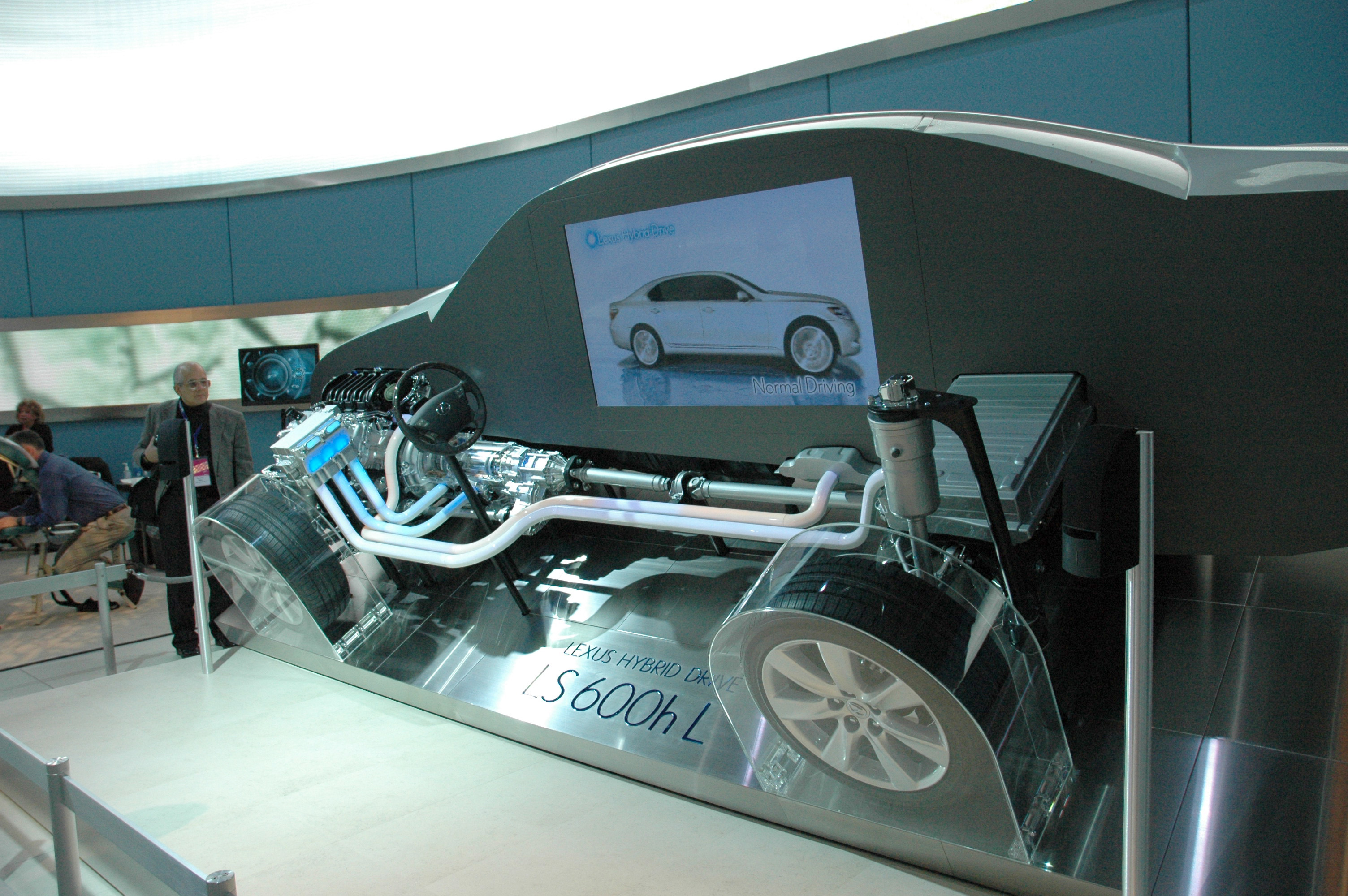
LS 600h và LS 600h L 2006 dạng hybrid

Những dòng xe sản xuất hàng loạt do Lexus phát triển được trải rộng ở nhiều phân khúc như mui trần, crossover cùng hybrid chuyên dụng. Thông qua Nhãn hiệu F, Lexus có ý định tung ra thị trường những dòng xe có hiệu suất cao, bắt đầu với các mẫu IS F và LFA. Ban lãnh đạo của thương hiệu cũng từng thảo luận về những mẫu xe thương mại sử dụng nhiều nền tảng mang nét đặc trưng riêng. Trong số đó, sedan hạng sang cỡ lớn LS được xây dựng dựa trên nền tảng chuyên dụng, trong khi dòng ES rẻ hơn lại nhận về những đánh giá trái chiều do có quá nhiều điểm tương đồng với Toyota Camry, dòng xe mà nó dùng chung khung gầm kể từ khi thế hệ thứ sáu được ra mắt, cả về kiểu dáng lẫn thiết kế hệ truyền động trên xe.

### L-finesse
Lexus đã gây tiếng vang lớn khi giới thiệu ngôn ngữ thiết kế mới "L-finesse" vào giữa những năm 2000 trên các mẫu concept thuộc dòng LF và GS 2006. L-finesse được thể hiện bằng ba ký tự ngôn ngữ kanji, mà dịch ra có nghĩa là "Sự tao nhã mê say, Đơn giản nhưng Sắc sảo, cuối cùng là Sự thân thiện vô bờ". Những đặc trưng thiết kế của ngôn ngữ, chẳng hạn như kiểu dáng fastback, lưới tản nhiệt được hạ thấp, hay sự hòa quyện giữa mặt lồi và mặt lõm trên xe, đều bắt nguồn từ truyền thống văn hóa dân gian Nhật Bản (đơn cử như, trụ C có phong cách đầu mũi tên được chế tác dựa trên kirikaeshi, một bài tập kiếm đạo của Nhật Bản). Trong lúc những mẫu xe của thương hiệu vấp phải chỉ trích vì lối thiết kế dè dặt và phái sinh, hoặc thường xuyên bị nhầm lẫn với những dòng ô tô nội địa kém chất lượng, thì các bài phân tích lại đưa ra nhận định rằng L-finesse đã mang đến một làn gió mới có phần khác biệt, đậm đà bản sắc thiết kế Nhật Bản.
Kể từ khi L-finesse ra đời trên mẫu GS, rất nhiều ý kiến khác nhau đã được đưa ra để luận bàn về triết lý thiết kế này. Bài phân tích của Sports Car International ca ngợi hình dáng bên ngoài của chiếc xe, trong khi cây bút từ ấn bản Automobile Magazine lại chỉ trích sự táo bạo trong kiểu dáng hướng về phía trước của nó, cũng như so sánh với những mẫu xe đối thủ tiếp theo về những điểm tương đồng trong thiết kế. Tại Hội nghị xu hướng thiết kế nội thất tổ chức ở Berlin vào tháng 6 năm 2006, Richard Seymour đã nêu lên quan điểm rằng các công ty ngày càng chú trọng hơn vào công nghệ, đồng thời các nhà thiết kế phải đặt yếu tố "nhân sinh học trên công nghệ". Ngoài ra, một triển lãm về L-finesse cũng được tổ chức tại hội chợ Salone del Mobile diễn ra ở thành phố Milano từ năm 2005 đến năm 2009. Vào năm 2012, màn chào sân của dòng GS thế hệ thứ tư đã đánh dấu sự ra đời của một trong những biểu tượng đột phá nhất của thương hiệu – lưới tản nhiệt hình con suốt, sau này được sử dụng gần như trên toàn bộ các mẫu xe Lexus. Mười một năm sau, với sự xuất hiện của dòng RX thế hệ mới, Lexus đã khiến giới mộ điệu bất ngờ khi phá cách lưới tản nhiệt đặc trưng của hãng và thay thế nó bằng khái niệm mới: thân xe con suốt.

## Sản xuất

### Nhà máy lắp ráp

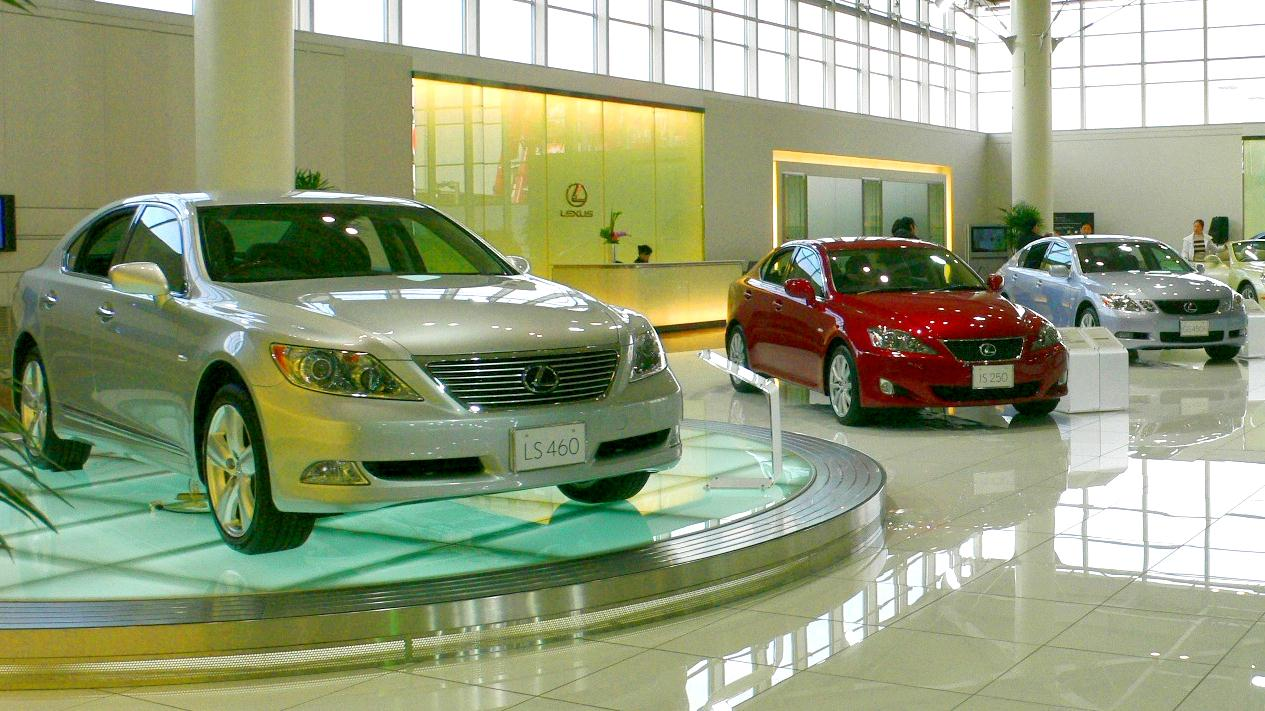
Những mẫu xe Lexus được sản xuất tại nhà máy Tahara ở Aichi, Nhật Bản

Những chiếc xe Lexus đầu tiên được sản xuất tại nhà máy tự động hóa Tahara do Toyota sở hữu, nằm ở thành phố cùng tên thuộc tỉnh Aichi, Nhật Bản. Trong thập niên 2000, hầu hết công đoạn sản xuất các dòng sedan và SUV của Lexus đều diễn ra tại đất nước mặt trời mọc, với hai cơ sở chính gồm Tahara và Miyata (thuộc tỉnh Fukuoka, là cơ sở sản xuất đầu tiên có vị trí nằm bên ngoài quê hương của công ty mẹ). Ngoài Tahara ra, sau này những sản phẩm gắn mác Lexus đều được mở rộng sản xuất sang các chi nhánh Miyata (Toyota Motor Kyushu) ở Miyawaka, Fukuoka; Higashi-Fuji (Kanto Auto Works) tọa lạc tại Susono, Shizuoka; cuối cùng là Yoshiwara (Araco, sau này là Toyota Auto Body) được đặt tại Thành phố Toyota, Aichi. Mặt khác, những dòng xe sử dụng hệ dẫn động cầu trước như ES hoặc HS đều được chế tạo tại tỉnh Fukuoka nằm ở phía Nam Nhật Bản.
Nhà máy Kokura tọa lạc tại Kitakyushu, Fukuoka chính là cơ sở đảm trách vai trò sản xuất chuyên dụng cho các công nghệ hybrid dùng trên những mẫu xe Lexus, đơn cử như hệ thống xăng lai điện của dòng RX. Trong khi đó, các phiên bản RX 350 dành cho thị trường Bắc Mỹ kể từ đời 2004 trở đi đều được lắp ráp tại nhà máy Cambridge (Toyota Canada, Inc.) thuộc thành phố Cambridge, Ontario, Canada, nơi nổi bật là cơ sở sản xuất Lexus đầu tiên nằm bên ngoài Nhật Bản. Vào cuối năm 2015, hãng xe bắt đầu giao nhiệm vụ lắp ráp sedan ES 350 ở Bắc Mỹ cho nhà máy Georgetown (TMMK, Inc.) thực hiện. Vào tháng 1 năm 2020, bộ phận Toyota Kirloskar Motor của Ấn Độ đã bắt đầu cho xuất xưởng dòng sedan ES tại nhà máy Bidadi của mình.
So với những mẫu xe Toyota, các sản phẩm của Lexus đều được chế tạo theo nhiều tiêu chuẩn kiểm soát chất lượng khác nhau, với những yêu cầu nghiêm ngặt được đề ra nhằm đảm bảo chất lượng sơn cũng như dung sai phù hợp đối với tấm ốp thân xe. Bên cạnh đó, quy trình sản xuất của họ còn bao gồm nhiều thiết bị chuyên dụng cùng với các dây chuyền lắp ráp, tạo khuôn hoặc hàn nối. Công nhân của nhà máy cũng phải trải qua quá trình sàng lọc kỹ lưỡng, trong đó những cá nhân có trình độ cao nhất, đạt đến mức bậc thầy sẽ được gọi là Takumi (Nghệ nhân). Trong giai đoạn sản xuất, những chiếc xe sẽ được kiểm tra bằng mắt thường hoặc dựa vào cảm giác để phát hiện ra sai sót, đồng thời người ta còn lái thử xe ở tốc độ cao và đưa chúng vào những bài thử nghiệm độ rung động.
| Nhà máy      | Sở hữu                              | Địa điểm                | Quốc gia | Dòng xe                |
| ------------ | ----------------------------------- | ----------------------- | -------- | ---------------------- |
| Tahara       | Toyota Motor Corp.                  | Tahara, Aichi           | Nhật Bản | LS, GS, IS, GX, RC, NX |
| Tsutsumi     | Toyota Motor Corp.                  | Thành phố Toyota, Aichi | Nhật Bản | ES                     |
| Kokura       | Toyota Motor Kyushu, Inc.           | Kitakyushu, Fukuoka     | Nhật Bản | CT, HS, RX             |
| Miyata       | Toyota Motor Kyushu, Inc.           | Miyawaka, Fukuoka       | Nhật Bản | ES, IS, RX, NX, UX     |
| Motomachi    | Toyota Motor Corp.                  | Thành phố Toyota, Aichi | Nhật Bản | LFA, LC                |
| Fuji Higashi | Kanto Auto Works, Ltd.              | Susono, Shizuoka        | Nhật Bản | SC                     |
| Yoshiwara    | Toyota Auto Body Corp.              | Thành phố Toyota, Aichi | Nhật Bản | LX                     |
| Cambridge    | Toyota Motor Manufacturing Canada   | Cambridge, Ontario      | Canada   | RX, RXh, NX            |
| Georgetown   | Toyota Motor Manufacturing Kentucky | Georgetown, Kentucky    | Hoa Kỳ   | ES                     |
| Bidadi       | Toyota Kirloskar Motor              | Bidadi, Karnataka       | India    | ES                     |

### Xếp hạng chất lượng
Vào thập niên 2000, Consumer Reports đã nhiều lần bầu chọn Lexus là một trong những thương hiệu đáng tin cậy nhất trong Khảo sát về Độ tin cậy của ô tô hàng năm, với hơn 1 triệu xe lăn bánh trên toàn nước Mỹ.

## Dịch vụ

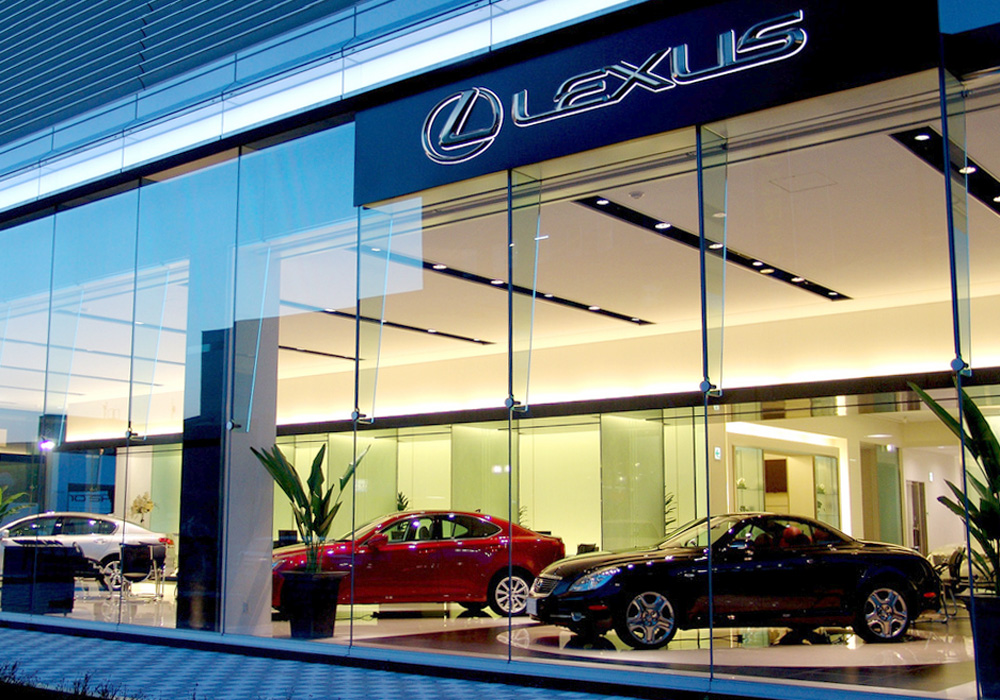
Một showroom Lexus ở Sapporo, Hokkaido, Nhật Bản

Lexus được biết đến nhờ những nỗ lực mang lại hình ảnh cao cấp cho thương hiệu, đặc biệt là chính sách hậu mãi sau bán hàng. Những phòng chờ tại các bộ phận dịch vụ đều cung cấp đầy đủ tiện nghi, từ quầy bar giải khát cho đến sân chơi golf trong nhà. Trong các đại lý cũng có sẵn những dịch vụ như rửa xe miễn phí hoặc cho mượn xe tạm thời, đồng thời còn bổ sung thêm quán cà phê hoặc cửa hàng thời trang nhỏ tại chỗ. Khu vực chăm sóc xe được kết hợp với không gian cửa sổ toàn cảnh để chủ xe có thể quan sát quá trình bảo dưỡng xe của mình. Vào năm 2005, Lexus đã bắt đầu lập nên những bãi đỗ xe tại các đấu trường thể thao, sự kiện giải trí và trung tâm mua sắm lớn, hơn nữa còn thông báo rằng mọi người đều có thể được giữ xe miễn phí miễn là họ sở hữu một mẫu xe của thương hiệu này. Một ấn phẩm trực tuyến do Lexus sở hữu mang tên Lexus Magazine, nơi chuyên đăng tải những bài viết về ô tô và lối sống, được ra mắt định kỳ hàng tháng theo hình thức trực tuyến và trên trang web di động.
Kể từ năm 2002 trở đi, Lexus đã liên tiếp đạt được thứ hạng cao nhất trong các cuộc khảo sát về mức độ hài lòng của tạp chí Auto Express và Top Gear, với số người bình chọn lên đến 76.000. Lexus cũng từng nhiều lần đứng đầu Chỉ số dịch vụ khách hàng J.D. Power cùng với các khảo sát do Luxury Institute thực hiện, dựa trên 79.000 phiếu bầu. Do có mức độ hài lòng cao nên Lexus đã trở thành một trong những thương hiệu có tỉ lệ khách hàng trung thành đáng nể nhất trong ngành công nghiệp xe hơi. Để cải thiện dịch vụ chăm sóc khách hàng, người ta sẽ đào tạo nhân viên của hãng theo tôn chỉ "Lexus Covenant", là lời giao ước được đưa ra vào buổi đầu sáng lập thương hiệu, trong đó nêu rõ rằng "Lexus sẽ đối đãi với khách hàng như thể họ là khách quý đến nhà". Ngoài ra, một số đại lý cũng tổ chức đào tạo nhân viên tại những cơ sở cao cấp như cửa hàng bách hóa sang trọng Nordstrom và khách sạn Ritz-Carlton.

## Đấu trường đua xe

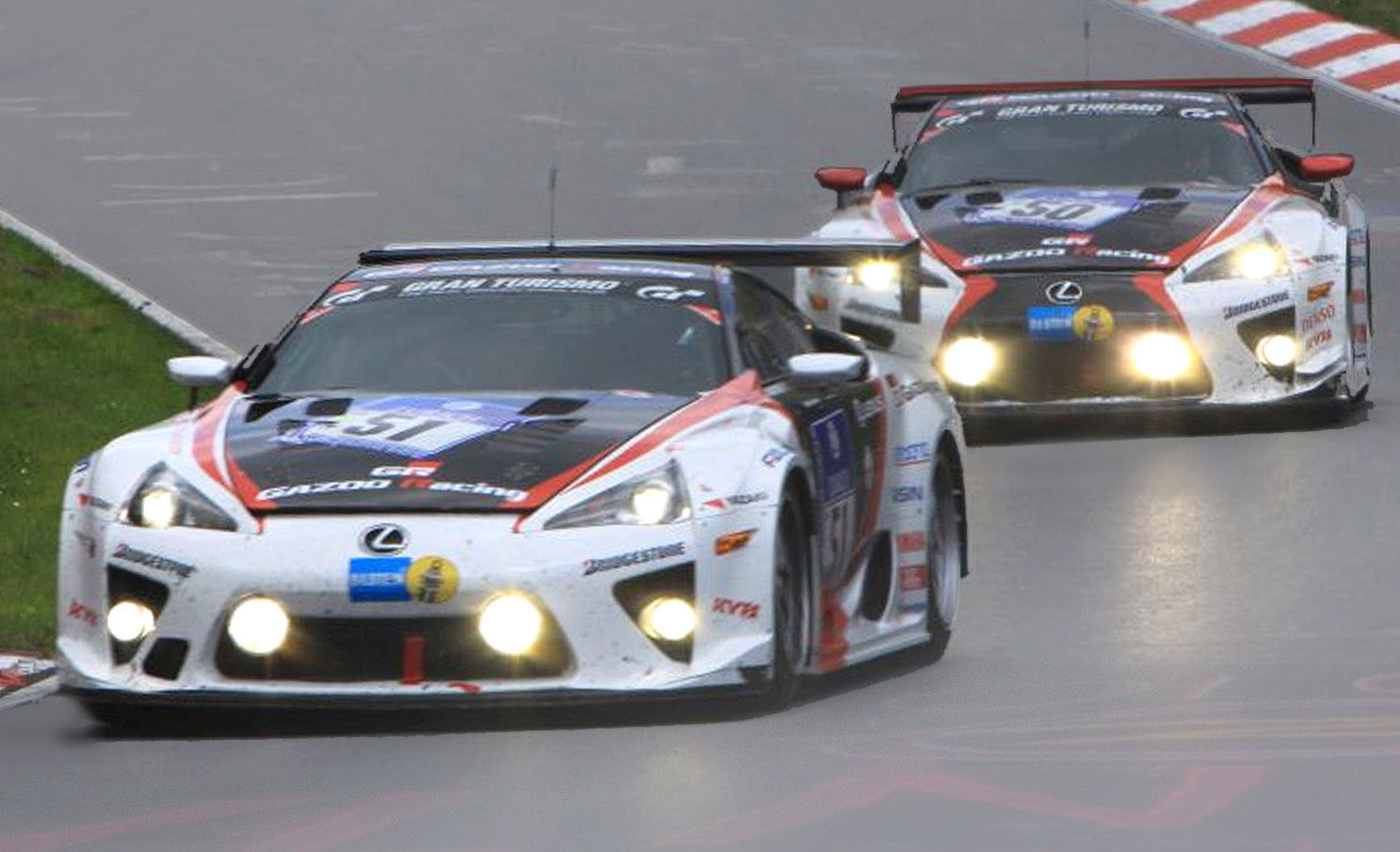
Lexus tại giải 24 Hours Nürburgring

Lexus lần đầu tiên gia nhập thế giới xe đua thể thao vào năm 1999, khi đội đua Team Lexus của họ tham dự Giải vô địch Đường phố Bắc Mỹ Motorola Cup với hai chiếc GS 400. Trong mùa giải khai mạc năm 1999, Lexus Team đã giành được chiến thắng đầu tiên sau chặng đua thứ sáu tại Road Atlanta. Với trụ sở đặt tại Baltimore, Maryland và được dẫn dắt bởi tay đua kỳ cựu Chuck Goldsborough đến từ Hiệp hội thể thao mô tô quốc tế, Team Lexus đã đưa ba chiếc IS 300 vào vòng đua thứ ba của mùa giải Grand-Am Cup 2001 diễn ra tại Phoenix, Arizona. Đội cũng mang về chiến thắng đầu tiên với mẫu IS 300 tại Đường đua Quốc tế Virginia trong cùng năm đó. Những nỗ lực của Team Lexus trong hạng mục Grand-Am Cup ST1 (Street Tuner) vào năm 2002 đã được đền đáp khi đội đua này giành được vị trí quán quân tại Giải vô địch Drivers' and Team, đồng thời còn đứng hạng ba trong cuộc đua Circuit Mont-Tremblant tổ chức tại Quebec, Canada.
Sau khi ra mắt tại thị trường nội địa Nhật Bản vào năm 2005, Lexus đã chấp thuận cho 4 chiếc coupe SC 430 tham gia thử sức ở series Super GT thuộc Giải vô địch All Japan Grand Touring Car trong bảng đấu GT500 (dành cho xe công suất 500 mã lực). Trong cuộc đua đầu tiên của series diễn ra vào năm 2006, một chiếc SC 430 đã về đích đầu tiên và trở thành quán quân năm đó nhờ hai tay đua André Lotterer và Juichi Wakisaka. Năm 2007, một chiếc SC 430 khác cũng giành chiến thắng ở vòng đua mở đầu GT500. Quay trở lại một năm trước, Lexus đã tung ra mẫu xe đua hybrid đầu tiên thuộc dòng GS 450h, hợp tác với đội đua Sigma Advanced Racing Development tại giải 24 Hours of Tokachi diễn ra ở Hokkaido, Nhật Bản. Trong khi đó, chi nhánh Lexus Canada cũng đưa mẫu GS 450h tham dự sự kiện rally Targa Newfoundland vào năm 2007. Năm 2009, các tay đua Lexus Super GT Team điều khiển chiếc SC 430 và IS 350 đã lần lượt giành chức vô địch ở các thể thức GT500 và GT300.

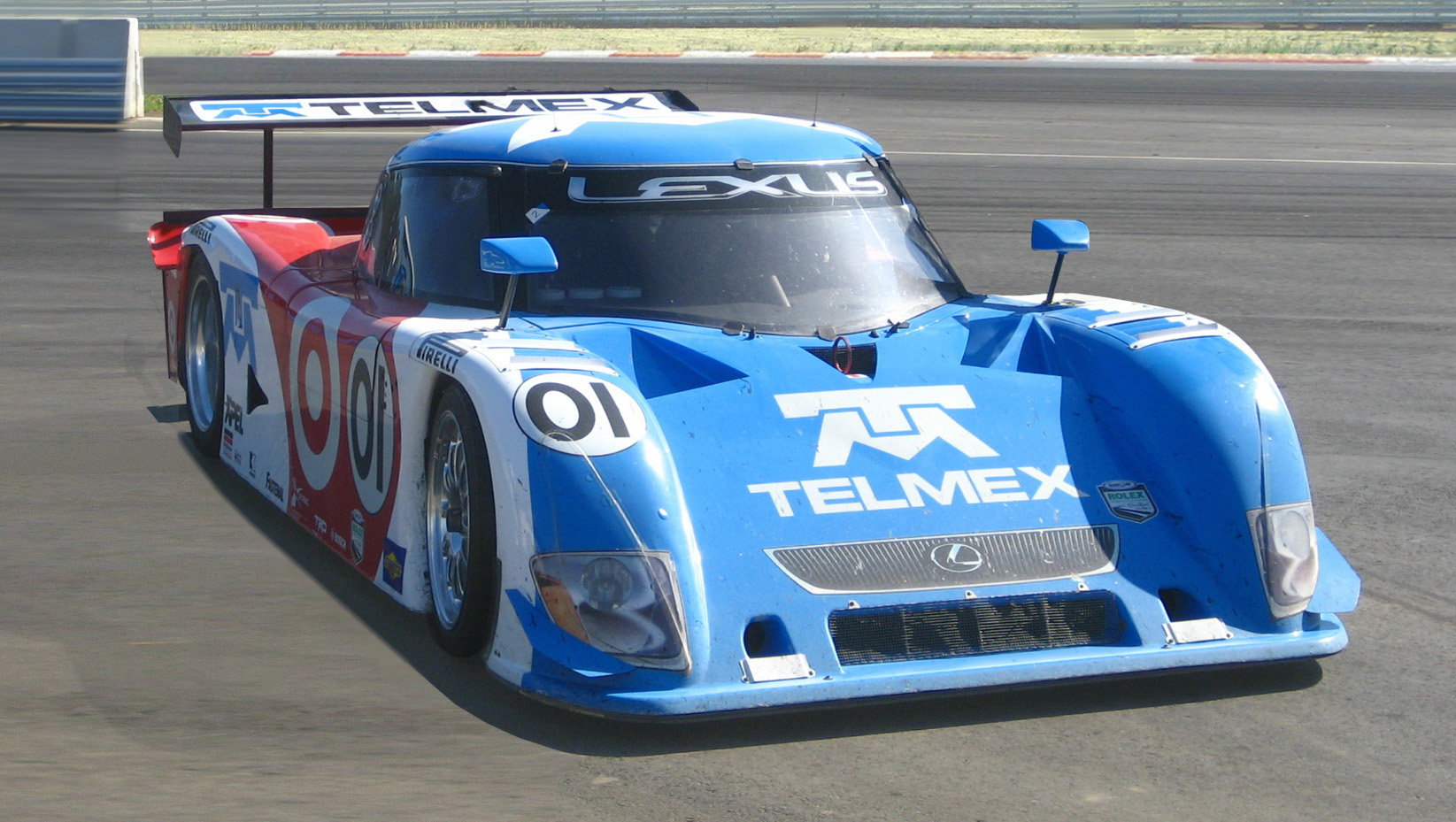
Trong ba năm 2006, 2007 và 2008, Lexus đều thắng Giải vô địch Rolex Sports Car Series Manufacturers'

Những giải đua sức bền mà Lexus từng lăn vết bánh xe không thể không kể đến Rolex 24 Hours of Daytona do Hiệp hội đua xe đường trường Grand American cấp phép. Sau khi lấn sân sang Rolex Sports Car Series vào năm 2004, Lexus đã thành công giành thứ hạng cao nhất tại chuỗi sự kiện trong 15 lần. Lexus là á quân của năm 2005, còn vào năm sau thì hãng trở nhà nhà vô địch giải đấu. Mặc dù Toyota đã từng thắng giải đua trong quá khứ, tuy nhiên đây lại là lần đầu tiên phân nhánh hạng sang của nó nhận được vinh dự này. Vào năm 2007, sáu mẫu thử Daytona trang bị động cơ Lexus đã tham chiến tại sự kiện Rolex 24 Hours of Daytona tổ chức ở Trường đua Quốc tế Daytona. Hãng xe sau đó liên tiếp giành chiến thắng trong sự kiện này, trong đó một phiên bản Lexus-Riley do Scott Pruett, Juan Pablo Montoya, và Salvador Durán cầm lái đã về đích trước nhất. Ngoài ra, những nguyên mẫu Lexus-Riley cũng chiếm ba trên tổng số mười vị trí có xếp hạng cao nhất giải đua. Vào năm 2008, Lexus lập nên chuỗi thắng ba lần tại Daytona. Trong mùa giải 2010, Lexus đã chính thức từ giã Rolex Sports Car Series, khi ấy đội Ganassi Racing đã chuyển sang sử dụng động cơ BMW/Dinan.
Mẫu xe hiệu suất cao LF-A cũng từng có dịp lăn bánh trên đường đua Nürburgring từ năm 2008 đến năm 2011, trong những cuộc đua sức bền của VLN và 24 Hours Nürburgring, bên cạnh người anh em IS F. Vào ngày 14 tháng 5 năm 2011, một bản CT 200h do Gazoo Racing hiệu chỉnh đã thi đấu trong một cuộc đua sức bền kéo dài sáu giờ mang tên Adenauer ADAC Rundstrecken-Trophy.
3GT Racing, đội đua hợp tác giữa Lexus và Paul Gentilozzi, đã lái chiếc Lexus RC F GT3 ở hạng mục GT Daytona tại Giải vô địch WeatherTech SportsCar 2017 Bắc Mỹ. Họ giành được chiến thắng đầu tiên tại giải WeatherTech SportsCar 2018 cùng các tay đua Dominik Baumann và Kyle Marcelli trong tuyến đường Mid-Ohio trước khi cả hai tiếp tục bước lên bục vinh quang tại Virginia International Raceway. Lexus đã về đích ở vị trí thứ 36 trong mùa giải 2017 của Giải vô địch GT Daytona Manufacturer. Họ tiếp tục nâng hạng vào năm 2018, khi xe đua số hiệu #14 đạt tốp 5 và xe số #15 nằm ở vị trí thứ 10 trong kỳ Team's Championship.
Trong mùa giải WeatherTech SportsCar 2019, công việc đảm nhận những chiếc Lexus GT3 đã được chuyển giao cho AIM Vasser Sullivan, một đội đua mới thành lập, nơi cặp tay đua Jack Hawksworth và Richard Heistand giành được 2 chiến thắng tại Mid-Ohio trước khi mang về cúp vô địch tại Belle Isle. Bên cạnh đó, Lexus cũng đạt được nhiều thành tích từ mùa giải 2019 của Giải vô địch Manufacturer, trong số xe #12 về nhì còn xe thứ #14 về ba. Vào năm 2023, Lexus đã trở thành nhà vô địch của giải đua này, đồng thời các tay đua cũng giành được những danh hiệu đặc biệt.

## Tiếp thị
Ngay từ thuở đầu thành lập, Lexus đã được quảng bá đến bộ phận khách hàng hạng sang bằng cách sử dụng những chiến lược marketing đặc trưng, kèm theo đó là một mô típ mang tính nhất quán. Những quảng cáo truyền hình khởi xướng từ năm 1989 đều được tường thuật bởi nam diễn viên James Sloyan (người lồng tiếng của nhân vật "Mr. Lexus" cho đến năm 2009), cùng với đó là những chiếc xe được sử dụng nhằm thực hiện những pha nguy hiểm. Thập niên đầu niên của quảng cáo Lexus (1989–99) mang đậm dấu ấn của những lời mô tả rời rạc, đơn cử như "không ngừng", "đuổi theo" và "hoàn hảo," trong đó những góc máy thường hay lia vào chiếc xe nhằm khẳng định độ chính xác, khả năng điều khiển cũng như nội thất yên tĩnh và thoải mái. Những ví dụ điển hình nhất bao gồm ly sâm banh "Balance" (1989) và viên bi "Ball Bearing" (1992).
Vào thập niên 2000, những đoạn quảng cáo của Lexus chủ yếu xoáy sâu vào các tính năng của xe, hoặc tường thuật về những sự kiện diễn ra trên màn ảnh, đồng thời còn thường xuyên nhắm vào những đối trọng đến từ châu Âu. Chiến dịch "December to Remember" hằng năm của hãng có cảnh các thành viên trong gia đình gây bất ngờ cho những người thân yêu với món quà là một chiếc Lexus mới toanh. Sau đó, Lexus đã quay trở lại chủ đề ly sâm panh vào năm 2006, với một đoạn quảng cáo cho thấy một chồng ly được xếp trên chiếc LS 460 đang di chuyển bằng hệ thống hỗ trợ đỗ xe. Ngoài ra, một video quảng bá cho siêu xe LFA năm 2010 cũng khắc họa cảnh một cái ly bị vỡ tan tành do tần số cộng hưởng đến từ động cơ của xe.

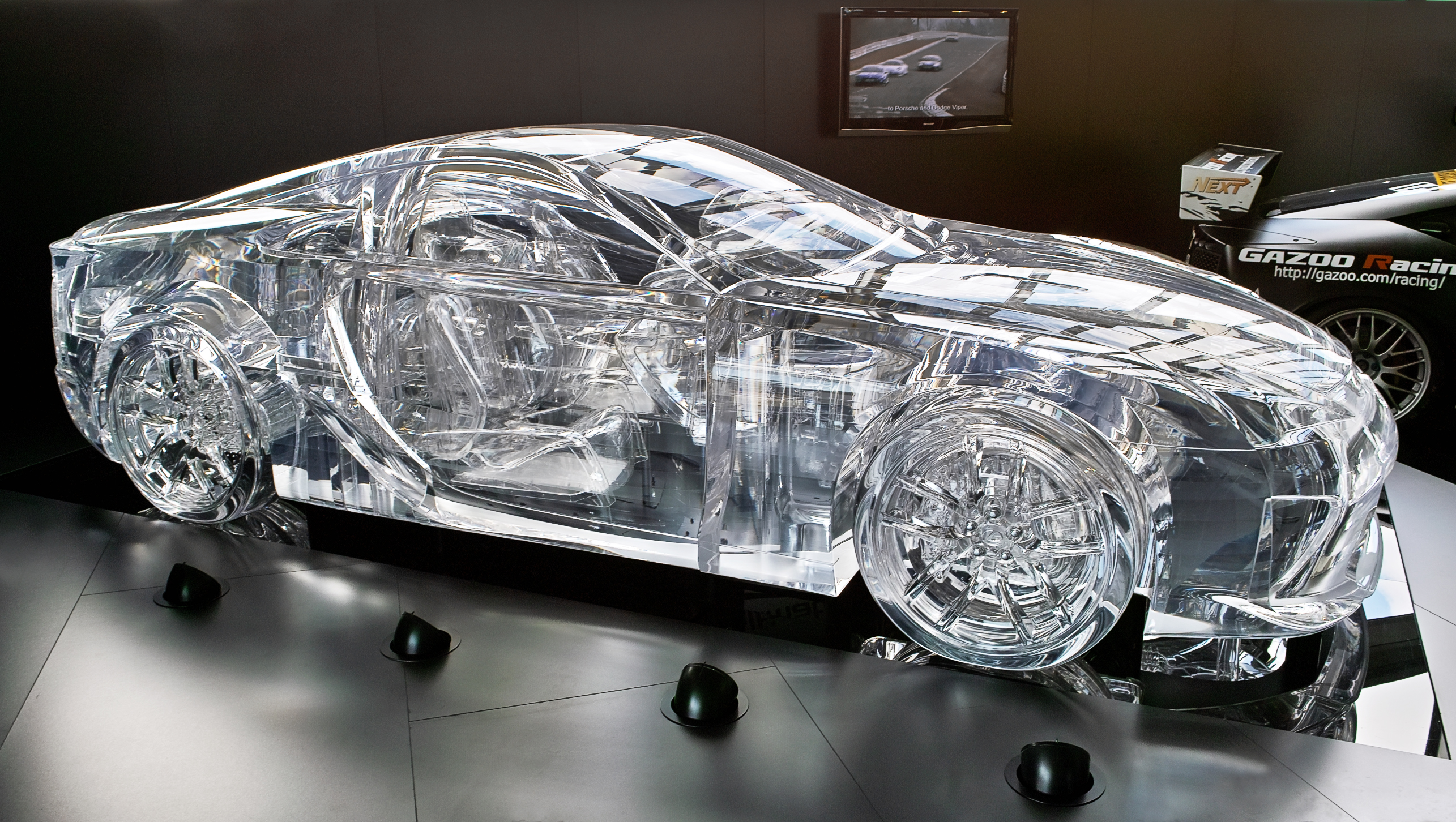
Lexus LFA Crystallised Wind, mô hình bằng kính cỡ lớn của chiếc LFA

Những nhà quan sát trong ngành cho rằng thành công của Lexus trong việc marketing là nhờ chất lượng cảm nhận cao và có giá thành thấp hơn so với các đối thủ, điều này đã giúp thu hút những khách hàng chuyển mình từ sử dụng xe phổ thông lên xe sang. Danh tiếng về độ tin cậy, được nâng tầm bởi những cuộc khảo sát, cũng trở thành yếu tố chính khiến các khách hàng của đối thủ tìm đến thương hiệu này. Lexus cũng đã tăng mức định giá sản phẩm cao hơn so với những đối thủ Nhật Bản, trong đó giá cả của những mẫu xe mới ngày càng tăng và thậm chí còn đạt đến ngưỡng siêu sang 100.000 USD – phân khúc mà từ lâu vốn đã bị các đại kình địch châu Âu thống trị.
Các nhà phân tích cũng chỉ ra rằng vị thế tương đối mới của Lexus sẽ trở thành một thách thức cho thương hiệu, mặc dù số ít nhận định lại cho thấy hãng cần phải có một lịch sử lâu đời để chứng minh tính hiệu quả. Trong khi các hãng xe châu Âu đã tiếp thị về di sản lẫn "gia phả" kéo dài hàng thập kỷ của họ, thì danh tiếng của Lexus chủ yếu dựa vào cảm nhận chất lượng và lịch sử chung với công ty mẹ Toyota. Một số nhà phân tích tuyên bố rằng Lexus sẽ phải phát triển di sản của riêng mình theo thời gian bằng cách nêu bật lên những đổi mới về công nghệ cũng như sản xuất ra những sản phẩm quan trọng.
Chiến dịch tiếp thị của Lexus còn bao gồm những đợt tài trợ cho các sự kiện thể thao và từ thiện, bao gồm Giải quần vợt Mỹ Mở rộng Grand Slam tổ chức từ năm 2005 đến 2009, cùng các giải đấu Golf Mỹ Mở rộng, Vô địch nữ Mở rộng, Chuyên nghiệp Mở rộng và Nghiệp dư Mở rộng của Hiệp hội Golf Hoa Kỳ từ năm 2007 trở đi. Cuối năm 2012, thương hiệu đã công bố thành lập Giải thưởng Thiết kế Lexus với mục đích nhằm nuôi dưỡng, trau dồi những nhà thiết kế trẻ tuổi trên khắp thế giới. Ngoài ra, Lexus cũng tổ chức giải golf Champions for Charity hàng năm tại Hoa Kỳ kể từ 1989, với hợp đồng chứng thực được ký kết với những vận động viên chuyên nghiệp như Matsuyama Hideki, Andy Roddick, Annika Sörenstam và Peter Jacobsen. Đối với thị trường Việt Nam, Lexus đã đồng hành cùng bộ môn golf với giải Lexus Cup dành cho khách hàng được hãng duy trì kể từ năm 2014. Bên cạnh đó, thương hiệu cũng song hành lần đầu cùng VPGA Tour trong giải Lexus Challenge năm 2019, với tổng giá trị tiền thưởng đạt mức cao nhất từ trước đến nay.
Hồi đầu thập niên 2000, đạo diễn Steven Spielberg từng yêu cầu Lexus chế tạo một mẫu xe dành riêng cho bộ phim có bối cảnh đặt ở tương lai mang tên Minority Report. Mẫu xe này cũng có dịp góp mặt trong tác phẩm The Island của Michael Bay, tuy nhiên lại mang một màu sắc hoàn toàn khác. Hơn một thập niên sau, thương hiệu tiếp tục đảm nhận nhiệm vụ tạo ra con tàu Skyjet trong bộ phim khoa học viễn tưởng ra mắt năm 2017 Valerian và thành phố ngàn hành tinh.

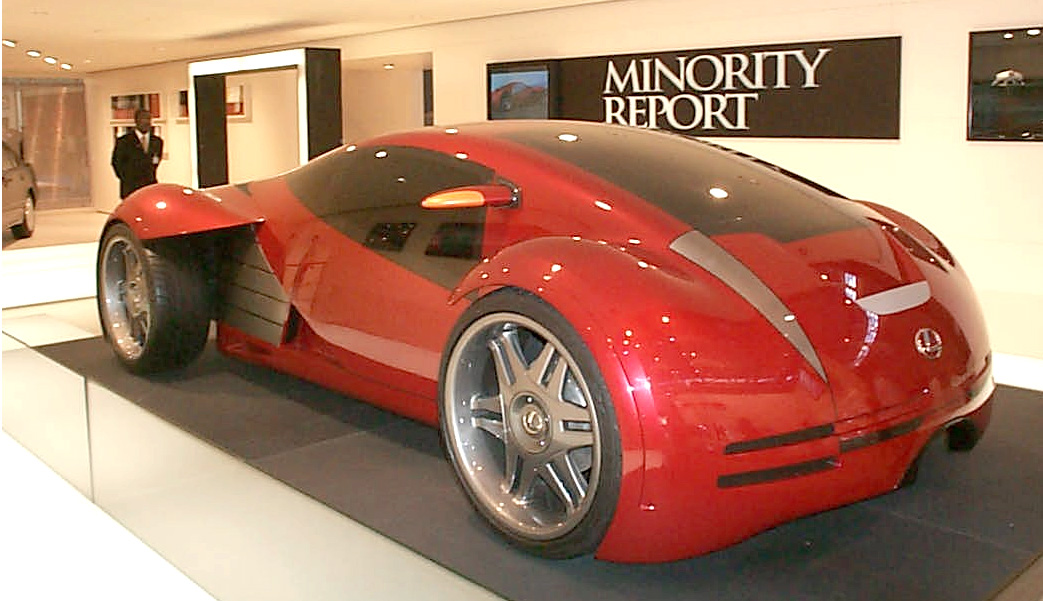
Lexus 2054, một mẫu xe concept được thiết kế riêng cho bộ phim Minority Report

Vào năm 2008, Lexus đã trở thành nhà điều hành trang web video L Studio, trong đó Web Therapy là một chương trình nổi bật được chiếu trên web.  Năm 2019, hãng đã công bố một bộ phim tài liệu dài 60.000 giờ mang tên Takumi, với nội dung xoáy sâu vào thế giới và tinh thần của các nghệ nhân thủ công Nhật Bản.
Lexus đã công bố khẩu hiệu mới "Trải nghiệm tuyệt vời" trong một quảng cáo dài 60 giây tại trận bóng đá Super Bowl LI diễn ra vào tháng 2 năm 2017, nhằm thay thế cho những khẩu hiệu trước đó của Lexus, gồm "Chuyển động diệu kỳ" và "Theo đuổi sự hoàn hảo". Vào ngày 30 tháng 3 năm 2018, Lexus tiết lộ ý định hợp tác với công ty sinh học 23 and Me trong chương trình Saturday Night Live, trong đó nói rằng những thành tựu mới về công nghệ sẽ cho phép khách hàng tùy chỉnh xe của họ dựa trên ADN. Sau này, người ta biết rằng đây thực chất là một trò đùa ngày Cá tháng Tư.

### Khẩu hiệu
- Không ngừng đuổi theo sự hoàn hảo[354] (1989–2011)
- Theo đuổi sự hoàn hảo[355] (2010–2016)
- Chuyển động diệu kỳ[356] (2013–2016)
- Trải nghiệm tuyệt vời[357] (2017–nay)

### Sách
- Dawson, Chester (2004). Lexus: The Relentless Pursuit. Hoboken, NJ: Jon Wiley & Sons. ISBN 0-470-82110-8.
- Long, Brian (2001). Lexus: The Challenge to Create the Finest Automobile. Dorchester, Dorset, UK: Veloce Publishing. ISBN 1-901295-81-8.
- Mahler, Jonathan (2004). The Lexus Story: The Behind the Scenes Story of the #1 Automotive Luxury Brand in America. New York: Melcher Media. ISBN 0-9717935-7-3.
- May, Matthew E. (2006). The Elegant Solution: Toyota's Formula for Mastering Innovation. Forward by Kevin Roberts. New York: Free Press. ISBN 0-7432-9017-8. LCCN 2006048411.
- Morgan, James M.; Liker, Jeffrey K. (2006). The Toyota Product Development System: Integrating People, Process and Technology. New York: Productive Press. ISBN 1-56327-282-2.
- Illingworth, J. Davis (2017). God, Guts, Heartbreak & Headaches: The Start of Lexus. God of Hope. tr. 49–80 – qua PDF.